# 網球王子角色列表
網球王子角色大致分為原作校、動畫原創校、配角校、角色相關人物、U-17相關人物。

## 配音沿革

### 台灣中文配音沿革
- 配音班底：傅其慧、雷碧文、魏伯勤、于正昇、丘台名、賀宇傑、符爽、傅曼君、詹雅菁、李明幸。
- 客串班底：林美秀、林谷珍。
- 以上為曾參與過群英社版的配音員，其中魏伯勤、于正昇、符爽是之中參與作品最久的；負責錄音室為意妍堂。

#### 電視動畫版
《網球王子 TV版》（第49集起）
- 傅其慧所負責的角色由雷碧文接手。

《網球王子 TV版》（第146集起）
- 詹雅菁所負責的角色從第146集起至第178集由李明幸代理負責。

#### 特別篇
《網球王子 全國大賽篇》（第1季起）
- 丘台名所負責的角色由賀宇傑接手。

《網球王子 全國大賽篇》（第2季起）
- 傅其慧再度回歸，但是是接手傅曼君所負責的角色，以前負責的角色依然由雷碧文負責。

#### 新網球王子
《新網球王子》
- 傅其慧再度退出，女聲部分由僅有的成員雷碧文、詹雅菁分擔負責。

《新網球王子OVA vs Genius10》
- 錄音室改為紅棒製作，陣容全面洗盤。
- 配音班底：許雲雲、蘇振威、莊汶錡、鄭可欣、蕭秀玲、王俊博、方榮鋒、孫誠、巫玉羚、蔣鐵城。

《新網球王子U-17 World Cup》
- 由曼迪代理，錄音室改為晶讚製作，除了雷碧文重新回歸陣容繼續聲演，其餘全面洗盤。
- 配音班底：雷碧文、吳文民、歐祖豪、張乃文、何志威、黃天佑、林谷珍、錢欣郁、林柏昱。

#### 劇場版
《網球王子劇場版：兩人武士 The First Game》
- 本作群英社版陣容同於《網球王子 TV版》（第146集起），但因為劇場版中並無傅曼君的角色，故無參與本作；本作曼迪版陣容同於《新網球王子 U-17 World Cup》，但因為劇場版中並無林柏昱的角色，故無參與本作。

《網球王子劇場版：跡部的禮物～獻給你的網王祭～》
- 本作群英社版陣容同於《網球王子 TV版》（第146集起）；本作曼迪版陣容同於《新網球王子 U-17 World Cup》。

《網球王子劇場版：決戰英國網球城》
- 本作群英社版陣容同於《網球王子全國大賽篇》（第2季起）；本作曼迪版陣容同於《新網球王子 U-17 World Cup》，且宋昱璁於本作客串。

《網球王子 真人版電影》
- 本作陣容同於《新網球王子》。

## 青春學園國中部（東京都）
社員總數：33人
顧問：龍崎堇
社長：手塚國光　
社長接班人：海堂薰
副社長：大石秀一郎
會計：西秀人　
公物管理：桑原直哉　
本故事的主角校，位於東京都内。通稱「青學」。單打實力相當的他們以全國第一為目標。男子網球激戰的最後，團體戰零敗地拿下全國冠軍。三年級生引退後，面臨空前絕後的陣痛期，有實力的選手只剩下桃城與海堂，越前再度前往美國 。
『新網球王子』中受邀參加U-17合宿，正選九人全數參加。
參考範本校為成蹊学園，校舍的範本則是鹿兒島縣立松陽高中。

### 校隊
- 越前龍馬

青春學園一年級生，本作第一男主角。
口頭禪是「你還差得遠呢！」。美國出生，在美國青少年大賽取得四連勝後回到日本。這樣的實力使他在青學的新生中獲得囑目。眼神尖銳，喜怒不形於色，外表態度倨傲冷漠，但胸中卻隱藏著熾熱的鬥志與上進心。
在動畫中保留漫畫中冷酷的一面，卻也有更豐富的感情表現。
出類拔萃的網球球感是來自被稱為「武士南次郎」的父親每日的菁英教育。口頭禪、打球類型都與父親相似，手塚說他是「武士南次郎的分身」。正規賽都是以單打出場為主。雙打由於性格不適合，完全就像是門外漢，在地區大賽和桃城組過一次雙打後，就再也沒有打過雙打。
一開始只是以打倒父親為目標才打網球，地區大賽後手塚擔心「目標達成後還剩什麼？」，便在高架橋下的場地挑戰他，並以「你要成為青學的台柱」點燃越前的鬥志。
是校隊中唯一一個沒有在正規賽中戰敗的選手。
會使用單腳小碎步。
將百練自得的絕招，訓練到完全沒有副作用的境界。
在全國大賽的決賽前因為修行中的意外而造成記憶喪失，在決賽當天靠著交手過的對手們一一的挑戰來恢復記憶。之後在與立海大的幸村對戰中領悟「天衣無縫的絕招」，最後以「武士截擊」獲得勝利。全國大賽結束後的三天再度赴美。三年級畢業典禮的當天又再回到日本，並向手塚再次挑戰。那之後又離開日本，最終回的時間點（國中二年級的春天），越前人是在美國的。
動畫版中加上越前在關東大賽決賽前挑戰真田並落敗的故事（漫畫原作則是對上切原並獲勝）。另外，在越前參加全國大賽前也都與原作不同。因為關東大賽以及日美親善大賽中優秀的成績，越前以日本最年少之姿獲邀參加全美公開賽。最後在中途退賽，選擇在全國大賽開始前歸國。
新網球王子中，在全國大賽後前往美國，收到U-17的邀請後在同年秋天回到日本。在雙打淘汰賽中因為跟金太郎尋找廁所而失去比賽資格，在那時候挑戰練習中的德川並完敗，最後和其他被淘汰的選手們集合，接受三船教練的特訓。之後，以「革命軍」之姿復活，編入2號場。
哥哥越前龍牙在之後登場，之後因救德川而判離開U-17合宿地，返家後在後院練球時突然受到龍牙的邀約而跟隨龍牙到美國當U-17美國代表的一員，但在退出合宿後的隔天，三船已將龍馬編進U-17國中生日本代表，在陸陸續續打敗許多代表隊的候補選手後，正式成為美國代表隊的出賽成員，然而為了U-17比賽來到澳洲的美國代表隊，就在一次偶然機會，杜杜騎車載著龍馬在路上與日本代表隊的大石、切原、仁王和跡部相遇，大石便告知龍馬他已經入選為日本代表隊的消息，但龍馬以已成為美國代表隊的理由正式成為日本代表隊的對手。进入决赛圈后回归日本队。
因為全國大賽時的失憶而忘記有關哥哥的所有事。
- 手塚國光

青春學園三年級生，青春學園網球社社長，是國中網球界人盡皆知的高手。
口頭禪是「全神貫注地上吧！」。在平常冷靜的外表下有著對網球高度的熱情。由於見識到龍馬的實力，破例讓他參加的校內排名賽。是個公私都不肯輕易妥協、相當認真的社長，會懲處破壞紀律的人跑操場。性格冷靜，不苟言笑，除了隊員拿下勝利時平常幾乎不會笑。對社員都以姓氏稱呼，不會稱呼名字或暱稱。在和龍馬的比賽中要龍馬成為青學的台柱。全國大賽結束後決定要前往德國留學，在畢業典禮時公開聲明要成為職業選手。
有時候也會用右手拿拍。一年級時就已經比任何一個學長強，也打敗了大和社長。只是，由於是用右手和學長比賽，被憤怒的學長們以球拍毆打了左手手肘，在過度激烈的練習中這樣的傷會成為未爆彈導致手肘故障，也因此封印了百錬自得的絕招長達三年。長期治療的最後在故事中途痊癒，然後卻在關東大賽中卻因為過度保護手肘轉而造成肩膀過度負擔受傷。之後手塚便前往九州進行治療（動畫版為在德國進行治療後才前往九州），在那裡手塚遇見每一次正式比賽便會陷入易普狀態的千歲美雪，當自己被獅子樂的球員挑釁對戰時，進而明白自己肩膀一直抬不起來其實只是心理問題，在美雪勇敢替自己擋下對方的攻擊時，進而克服自己的心理障礙。全國大賽時開啟才氣煥發的絕招。
新網球王子中參加U-17合宿。雙打淘汰賽中打贏海堂，作為社長將想要傳達的事情透過比賽告訴海堂。之後進入5號球場。在與3號球場的前任青學社長（大和）比賽時，為了團隊犧牲手腕，而大和對手塚說「我希望你只為自己而戰」，手塚在思考之後，明白可以只為自己快樂地打網球，便成功開啟天衣無縫的絕招並打敗大和。最後在跡部的鼓勵下，前往德國留學，脫離U-17戰線，在U-17賽事中，手塚以德國代表隊的成員成為日本代表隊的對手之一。
學業成績優異，曾在課堂上指正老師，也曾被河村隆的父親誤認為是老師。
- 大石秀一郎

青春學園三年級生，作為值得信頼的副社長，當手塚不在時擔當代理社長一職。由於是最早起的，負責青學網球社社辦的鑰匙管理。在手塚嚴厲的帶領下，性格沉穩的他也被稱為是「青學之母」。只不過，碰到與興趣相關的事情時性格的突變就連手塚也會被嚇到。打保齡球的時候還會戴上專用的手套，即使不是慣用手也有相當實力。對肉有著異常的嚴格堅持，當燒肉的食用發法不對時會變得相當憤怒，獲得「烤肉執行官」一名。新網球王子中，對合宿的牛排肉汁也有相當反應。
在正規賽中從來沒有打過單打，是雙打較弱的青學中少數擅長雙打的選手。性格溫柔敦厚，總是為了社內全員的事情考慮。口頭禪是「這下糟糕了」。會冷靜觀察場內全體，視野寬廣。與菊丸組成雙打。動畫版的球類大賽中與菊丸一起參加排球比賽，雙打實力亦發揮於此。
新網球王子中參加U-17合宿。雙打淘汰賽中輸給菊丸。之後在山崖上的球場特訓後以「革命軍」之姿進入2號球場。與仁王組成雙打，對上一軍的陸奥兄弟。與化身成菊丸的仁王使用同步共鳴先發制人，然而實力堅強的陸奥兄弟同樣能夠使用同步共鳴。之後，仁王以「三胞胎」同步陸奥兄弟獲得勝利。取得一軍No.16的徽章。
U-17世界盃14名日本代表國中生成員之一。U-17世界盃小組賽第一場對希臘之戰以『松』小隊隊員身分跟高中生代表越知出戰希臘之戰的雙打2比賽。
- 不二周助

青春學園三年級生，社內第二把交椅，全國都知道的強者。通稱「天才」。單打雙打都擅長，是青學相當重要的人才。在關東大賽對上立海的切原時一度失去視力，最後還是打敗了切原。然而由於溫柔的性格加上常常壓倒性的勝利，使得他欠缺對勝利的執著。另外，討厭被他人知道弱點，所以不論是乾還是觀月都很難取得有關他的正確資料，實力深不可測。拿手絕招是三種回球，在全國大賽時更將這三種回球進化。
就讀聖路道夫的不二裕太是親弟弟，另外，跟六角國中的佐伯虎次郎從小是朋友。
是個身材較瘦小、皮膚白皙、有著栗色長髪的美少年。腹黑，電波系。性格沉穩並重視家人朋友，當知道弟弟被觀月利用時相當憤怒，決心要打敗觀月。非常喜歡辛辣的東西，喜歡的食物是Cajun料理和辣味拉麵。也有吃過芥末壽司的場景。味覺和常人不同，是唯一一個喝了乾汁不會出事的人物。只是，對酸的東西卻相當苦手，在喝了青酢後會倒地不起。由於這件事造成的創傷，當六角國中的首藤在沙灘排球大賽上因為什麼都不知道就喝下了現榨魚露後，臉色變得相當難看。
新網球王子中參加U-17合宿。雙打淘汰賽中打贏弟弟裕太。之後進入6號球場。在手塚要離開U-17時向手塚下了戰帖，看似敗給使用天衣無縫的手塚，其實是因為不二知道手塚要離開而失去競爭目標，不二想用這場跟手塚的對決慘敗而討厭繼續打網球反而讓手塚打斷比賽讓不二要靠自己找目標。淚流滿面地下定決心要讓自己成長。
- 菊丸英二

青春學園三年級生，雙打常規選手。右臉的OK繃是一大特徵。性格親切、天真爛漫。身體相當柔軟，加上優異的動態視力，幾乎是用怎麼樣不合理的姿勢都可以把球打回來。原作的口頭禪語尾是「Yo（よん）」，動畫版則是「喵」。
和大石組成雙打，被稱為「黄金組合」。連載初期因為體力不足，在對戰聖魯道夫時戰敗而開始進行低氧訓練，之後耐力加倍變強，動作變得更加敏捷。關東大賽對戰冰帝時使用大石的拿手絕招「月亮截擊」。
新網球王子中參加U-17合宿。雙打淘汰賽中打敗大石。之後進入6號球場。
- 乾貞治

青春學園三年級生，青學網球社的資料蒐集家。總是戴著看不到眼睛的厚鏡片眼鏡。校隊陣容中實力僅次於手塚和不二，地區預賽前的校內排名賽卻輸給新生越前和二年級的海堂，而從校隊中脫落。關東大賽前的校內排名賽打敗桃城而回到校隊陣容中。可以說是社內的經理兼參謀，會幫社員製作特訓表，也會蒐集別校的資料，另外，私底下也是個進行比海堂多2.25倍的訓練的努力家。常在碰到預料外的事情說「靠理論是行不通的……」。會自製詭異飲料：乾汁給在跑步中太慢的球員或是練習比賽中落敗的球員喝。
初期會活用身高而有的得意球技「快速發球」。全國大賽冰帝戰中揭露212km/h的超快速發球「飛瀑瀉地」，一時成為了大會最快速紀錄。平常會使用資料冷靜細密地預測對手動作，不過當資料不管用時，就會放棄資料變得相當有魄力。也曾組過雙打，與立海大的柳是年少時會互稱「博士（乾）」、「教授（柳）」的青梅竹馬，直到柳搬家前兩人都是雙打搭檔。
新網球王子中參加U-17合宿。在雙打淘汰賽中原本要對上觀月，卻因為喝了新作的乾汁導致肚子痛而棄權。之後在山崖上的球場特訓後以「革命軍」之姿進入2號球場。觀戰一軍中的三津谷和柳的比賽，但是體力達到極限的柳卻將比賽託付給乾。之後獲得一軍No.17的徽章，在之後將徽章還給柳。
- 河村隆

青春學園三年級生，雖然是校隊，不過大家都稱呼他「阿隆」。是三年級校隊中唯一一個三年級才當上校隊的球員。小學時學過空手道，對自己的力量相當有自信，握力和背肌力都相當突出。平常是個性格敦厚溫柔的人，不過一拿到球拍就會變成具攻擊性的「燃燒狀態」。人格改變的時候，情緒激動還會喊出「Burning！」等等英文單字。附帶一提，拿著球拍時的事情其實都記得。動畫版中在球類大賽時拿到棒球的棒子也變成「燃燒狀態」。
和山吹國中的亞久津是小學時同一個空手道場認識的青梅竹馬。
由於青學的單打陣容堅強，搭檔的單打沒有強力的力量型選手時，就常常擔當雙打的選手，常常和不二組成雙打。力道之強常常讓對手的球拍彈飛。還有，自己也常常弄壞自己的球拍。只是，比起其他球員，並沒有什麼特別的才能，所以也被別校的選手嘲笑是「青學的累贅」過，本人自己也有意識到這件事，而且也沒有否認，卻還是憨直地反覆鍛鍊自己的力量，一切只為了相信自己的夥伴。
新網球王子中參加U-17合宿。在雙打淘汰賽中與亞久津對戰戰敗。之後在山崖上的球場特訓後以「革命軍」之姿進入2號球場。與樺地組成雙打，對上一軍的伴、伊達。使出「弐拾五式波動球」和「一佰零八式波動球」，由於擋下伴頭上掉落的照明燈而獲得伊達的認同，被托付一軍No.12的徽章。
家裡經營壽司店，為了繼承修行，高中後打算不再打網球。
- 桃城武

青春學園二年級生，擁有出眾的體能和細膩的觀察力。口頭禪是「這樣不行哦，絕對不行！」和「咚－－」
是個不會特別在意輩分關係的熱血男子，學弟妹們都稱他「阿桃學長」。乾曾說他「能比誰都還要來得冷靜地觀察四周」。這樣的觀察力與判斷力讓他在與菊丸、河村、海堂這樣個性豐沛的選手搭配雙打時，能夠數度化解危機。只是，跟龍馬搭配的雙打卻相當不順。
關東大賽前因校內排名賽輸給手塚、乾，所以落選校隊，後來因手塚去德國療傷，所以再回到校隊。
和手塚用著不同的方式在關心龍馬，第一次見面便親切招呼、練習或比賽結束時也常常騎腳踏車載龍馬。
全國大賽決賽時知道龍馬困在輕井澤時，說要把龍馬帶回來便飛奔而出，並努力恢復龍馬的記憶。
力量系的球技為主，不過也有技術性的一面，關東大賽的冰帝戰中以黃金搭檔的組合使出「澳大利亞陣型」，四天寶寺戰中也打出海堂的必殺技「蛇球」和「龍捲風蛇球」。全國大賽中，使用微小的石頭來改變球的方向，可見他從只重視力道的球風中畢業。在山中修行的成果使得他開始會觀察天後和人的心理。有和厲害的選手越戰越強的本質。三年級引退後，繼承大石接任副社長一職。（动画中的设定，漫画原作当中没有出现桃城成为副社长的设定，说明原作当中接任大石职位的人并非桃城而是越前。）
『新網球王子』中，是首次洗牌戰唯一入選的國中生，然後在與鬼的比賽中卻因為鬼的重量級重心垂直跳打法而受傷，一分未得地敗北。雙打淘汰賽中原本對上千石，不過因為手傷未痊癒而棄權。之後進入「革命軍」成為2號場的球員。與忍足謙也組成雙打對上一軍的平、原兩人，使出重量級重心垂直跳打法，最後獲得勝利，取得一軍的No.19徽章。
附帶一提，烤肉是大把大把刷醬派。
- 海堂薰

青春學園二年級生，人稱「毒蛇」。總是綁著頭巾。和同樣是社內的二年級生桃城是常常起爭執的良性宿敵。校內排名賽是龍馬第一次對上的校隊隊員。
不擅長交際所以話不多，有點衝動，再加上眼神銳利表情兇狠，所以常被人誤會，其實是個相當有禮又具有正義感的人。而且，也相當喜歡小動物。是個相當努力的人，日夜都會做訓練，一天跑步的距離平均是25公里。
像蛇一樣的持久力會一點一滴剝奪對手的體力。招數基本上是蛇球，在和六里丘國中的一場非常規賽中與柳生組成雙打，打出柳生的「雷射光束」，四天寶寺戰中也打出桃城的招數。原來都只打單打，不過之後開始數度與乾組成雙打，在全國大賽中，四次雙打比賽中有三次是與乾作組合。三年級引退後，繼承手塚接任社長一職。
『新網球王子』中，雙打淘汰賽中與手塚對戰，之後進入「革命軍」成為2號場的球員。

### 非校隊
- 堀尾聰史（堀尾聡史／Horio Satoshi）
- 日本配音員：山崎樹範（日语：山崎樹範）
- 台灣配音員：詹雅菁[10]、李明幸[11]〈代〉（群英社版）／歐祖豪（曼迪版）
- 美國配音員：Adam Lawson
- 演員：向鼎（中，黃覺偉，香港配音：梁偉德）／余天翊（黃靖，網球少年）
- 舞台劇演員：石橋裕輔（初代、第二代）／原將明（日语：原将明）（第三代）／原將明（日语：原将明）、山田諒（日语：山田諒）（第四代）／丸山準（日语：丸山隼）（第五代）【第一季】；桝井賢斗（日语：桝井賢斗）（第六代）／岩義人（日语：岩義人）（第七代）【第二季】；志茂星哉（第八代）／相馬真太（日语：相馬眞太）（第九代）／琉翔（第十代）【第三季】；りょうた（日语：りょうた）（第十一代）【第四季】

身高： 151cm　9月25日（天秤座）
班級座號：1年2班16號　慣用手：右　打球類型：全方位型（理想）
總是自誇有兩年的網球經驗，實際上專業知識豐富卻沒有任何打網球實力與天賦可言。總是穿著華麗的網球裝。對龍馬懷抱著亦敵亦友的心情，雖然龍馬完全不理他。其實是個性格溫暖的人。
和壇、加藤、水野三人組成龍馬應援會。
新網球王子中被龍馬拜託送行李到合宿，之後在OVA7裡的暴風雨過後，揭曉裡面的內容物是滿滿的芬達罐裝汽水。在劇中，因暴風雨而糧食供應不足，國中生們因吃不到喜歡的食物而對堀尾要給龍馬的包包產生猜疑，認為裡面的東西是喜歡的食物，但也因此導致堀尾在暴風雨結束前一直處於被其他國中生追殺的悲慘處境。在合宿的入口碰到了壇和浦山並一起行動、擔任合宿地的打雜三人組之一。
- 加藤勝郎（加藤勝郎／Kato Kachiro）
- 日本配音員：中川玲（日语：中川玲）
- 台灣配音員：傅曼君[12]→傅其慧[13]→詹雅菁[14]（群英社版）／錢欣郁（曼迪版）
- 美國配音員：Wendee Lee
- 舞台劇演員：豊永利行（初代、第二代）／毛利友哉（日语：毛利友哉）、川本稜（日语：川本稜）（第三代）／川本稜（日语：川本稜）、伊藤翼（日语：伊藤翼）（第四代）／平井浩基（日语：平井浩基）（第五代）【第一季】；大平峻也（日语：大平峻也）（第六代）／三井理陽（日语：三井理陽）（第七代）【第二季】；篠原立（日语：篠原立）（第八代）／奧井那我人（日语：奥井那我人）（第九代）／中三川歲輝（第十代）【第三季】；白石寿、戸塚世那（第十一代）【第四季】

身高：148cm　血型：A　3月2日（雙魚座）
班級：1年5班　慣用手：右
特徵是西瓜頭。性格老實。父親是網球俱樂部的教練。
- 水野勝雄（水野カツオ／Mizuno Katsuo）
- 日本配音員：渡邊慶（日语：渡邊慶）
- 台灣配音員：傅其慧[1]→雷碧文[2]（群英社版）／黃天佑（曼迪版）
- 美國配音員：Yuri Lowenthal
- 舞台劇演員：堀田勝（初代、第二代）／岡本雄輝、江口紘一（日语：江口紘一）（第三代）／江口紘一（日语：江口紘一）（第四代）／渡邊將史（日语：渡邊将史）、高橋里央（日语：高橋里央）（第五代）【第一季】；大野瑞生（日语：大野瑞生）（第六代）／小林瑞紀（第七代）【第二季】；晒科 新（第八代）／畠山紫音（日语：畠山紫音）（第九代）／奧田夢葉（日语：奥田夢叶）（第十代）【第三季】；市川愛大（第十一代）【第四季】

身高：158cm　血型：O　11月18日（天蠍座）
班級：1年5班　慣用手：右
特徵是小平頭。總是熱情地支持龍馬。升上2年級後留起了金髪。
- 荒井將史 （荒井将史／Arai Masashi）
- 日本配音員：森訓久（日语：森訓久）
- 台灣配音員：魏伯勤（群英社版）／歐祖豪（曼迪版）
- 美國配音員：Liam O'Brien
- 舞台劇演員：森川次朗（日语：森川次朗）【第一季】

身長：169cm　血型：B　3月29日（牡羊座）
班級座號：2年8班1號　慣用手：右
驕傲而且總是嚷嚷輩分關係，其實相當具有責任感和正義感。是個很努力的人。一開始相當討厭龍馬。
動畫版中在關東大賽代替桃城和海堂，與河村出賽D2，壓力大到窒息。
- 池田雅也 （池田雅也／Ikeda Masaya）
- 日本配音員：下崎紘史（日语：下崎紘史）
- 台灣配音員：丘台名（群英社版）／何志威（曼迪版）
- 舞台劇演員：構井晃道（日语：構井晃道）【第一季】；大野紘幸（日语：大野紘幸）【第四季】

身高：162cm　
班級座號：2年8班2號　慣用手：右手
第二次校內排名賽D組選手，輸給龍馬。
- 林大介（林大介／Hayashi Daisuke）
- 日本配音員：植木誠（日语：植木誠）
- 台灣配音員：符爽
- 舞台劇演員：長內正樹（日语：長内正樹）【第一季】

身高：165cm　
班級座號：2年8班16號　慣用手：右手
對龍馬和一年級三人組進行「打倒易開罐遊戲」挑釁的二年級。

### 網球社關係者
- 龍崎堇

青學男子網球部教練，南次郎的師傅。是數學老師，有著豪邁的性格。在與六角舉辦的沙灘排球大賽時穿著比基尼登場，嚇壞了眾人，但其實年輕時是個好身材的美人。
真人電影版更改成年輕女性。
龙崎教练是最早发现樱乃喜欢龙马的人之一，因为认可了龙马的关系，所以她经常会给龙马和樱乃单独相处的机会。
- 龍崎櫻乃

身高：151cm
班級：1年1班　慣用手：右手
本作的女主角（原作完全版season1第一卷、作者的推特中皆有肯定）。是龍崎堇的孫女，特徵是兩條细长的麻花辮。喜歡下廚，在比賽中也會帶慰問品過去。極度路癡。在被佐佐部欺負的時候得到了龍馬的幫助，目睹了龍馬的網球後就一直憧憬著並加入了青學女子網球部，運動神經不是很好，但是一直努力著。暗戀龍馬，希望可以成為一個厲害的選手。
雖然在原作中登場較少，但在動畫中經常以網球部應援的身份登場。
在新網球王子中到機場迎接了歸國的龍馬，並拿着網球比賽季軍的獲獎證書。
曾經求籤希望龍馬順利錄取U-17，但除了一個大吉以外全都是大凶，因为作者在推特上说剧中的三浦神社几乎只有大凶的签。在龙马战胜法国的单打选手随后倒下并送去医院后。她去医院陪着龙马。
- 小坂田朋香（小坂田朋香／Osakada Tomoka）
- 日本配音員：緒乃冬華
- 台灣配音員：傅其慧[1]→雷碧文[2]（群英社版）／雷碧文（曼迪版）
- 美國配音員：Stephanie Sheh
- 演員：戰菁一（中，小朋）／盧佳（彭湘，網球少年）

身高：152cm　血型：B　4月17日（牡羊座）
班級：1年1班　慣用手：右手
櫻乃的好友，特徵是雙馬尾和淚痣，性格開朗活潑。家裡有一對年幼的雙胞胎弟弟。
一直憧憬著龍馬並熱情支持著龍馬，稱呼他為「龍馬少爺」。自稱「龍馬Fans俱樂部會長」。
在動畫中經常以為網球部啦啦隊的身份登場。對戰城成湘南和六角時都和櫻乃以啦啦隊的造型登場。

## 不動峰國中（東京都）
社員總數：7人
顧問：無 ／ 場外指導：橘桔平
社長：橘桔平　
社長接班人：神尾明
副社長：神尾明
運動場管理員：伊武深司　
體能訓練員：石田鐵
去年因為社內的暴力行為而被禁止出賽，之後當時的社員與顧問都退出了社團，而由全新的成員制霸全國。因為在地區預賽中打敗柿木、在都大賽中打敗冰帝而一躍成為黑馬校獲得注目。地區預賽中敗給青學而獲得亞軍。都大賽中對山吹的比賽由於車禍而棄權，最後得到第四名。關東大賽中對上山吹獲得勝利，在準決賽中輸給立海，最後以第三名的成績進入全國大賽。在全國大賽中打敗了去年的亞軍校牧藤，最後，由於輸給四天寶寺，以前八強的好成績在初出場的全國大賽中止步。
『新網球王子』中獲邀參加U-17合宿的有橘、神尾、伊武三人。

### 校隊
- 橘桔平

是不動峰網球社的社長兼監督，也會擔任場外指導。深受學弟們的信頼。
是去年度全國前四強獅子樂國中的王牌，和當時同樣就讀獅子樂的千歲並稱「九州雙雄」。當時的造型是金色長髮，打球類型也與切原的攻擊性相似，在練習賽中打傷了千歲的右眼造成千歲無法再打網球而引咎退社。同時由於父親的調職而轉學到了不動峰。聽說千歲再度開始打網球後，便與神尾等人反抗了當時惡劣的網球社顧問，成立了新的網球社。
轉學到不動峰後，轉變為乾淨的打球類型，但由於社內沒有勁敵而無法解放真正的實力並敗給了切原。在關東大賽季軍賽打敗了佐伯，卻被場邊觀賽的千歲說「你變遜囉」。全國大賽前染回了金髮，在與不二周助的私下交手中回到了原來充滿野性的球風。一旦認真起來就會說起熊本腔，解放「猛獣的氣息」靠著攻擊型網球使出「狂獅咆哮」。拿手絕招是「暴球亂舞」。並以「超級半截擊」成功回擊了千歲的「神隱」。
新網球王子中的雙打淘汰賽對戰門脇，使出暴球亂舞讓對方棄權。尚屬5號球場時，在與3號球場的洗牌戰中和千歲出戰D1，對上獅子樂的OB鷲尾、鈴木組合。終盤時雖讓對手感受到了「猛獸般的同步共鳴」卻還是敗北。
- 神尾明（神尾アキラ／Kamio Akira）
- 日本配音員：鈴木千尋
- 台灣配音員：魏伯勤、符爽〈國一〉（群英社版）／黃天佑（曼迪版）
- 美國配音員：David Neil Black
- 演員：李廣斌（中，沈偉明）
- 舞台劇演員：松井靖幸、藤原祐規【第一季】；平埜生成【第二季】；伊崎龍次郎（日语：伊崎龍次郎）【第三季】；毎熊宏介（日语：毎熊宏介）【第四季】

班級座號：2年3班4號　委員會：無
身高：165cm　體重：52kg　血型：O　8月26日（处女座）
慣用手：右　打球類型：反擊型
拿手絕招：音速彈、猛獸氣勢
不動峰兩大王牌之一。也被稱為速度王牌，有著可以追上腳踏車快跑的飛毛腿。50m短跑時間是5秒9。口頭禪是「跟上節奏！」。有點喜歡橘杏。
關東大賽激戰的最後靠著音速彈戰勝千石。全國大賽對上謙也、石田銀的時候解放了「猛獸的氣息」。主要是打單打，不過對上強校時也會跟伊武或石田組成雙打。
新網球王子中的雙打淘汰賽幸運地打贏了伊武。
- 伊武深司（伊武深司／Ibu Shinji）
- 日本配音員：森山榮治（日语：森山栄治）
- 台灣配音員：符爽（群英社版）／何志威（曼迪版）
- 美國配音員：Kirk Thornton
- 演員：齋藤康嘉（日，台灣配音：魏伯勤）
- 舞台劇演員：小西遼生、太田基裕【第一季】；岡崎和寬【第二季】；健人（日语：健人 (俳優)）【第三季】；土屋直武（日语：土屋直武）【第四季】

班級座號：2年2班2號　委員會：無
慣用手：右　打球類型：反擊型
拿手絕招：暫時麻痺、側旋發球
身高：165cm　体重：55kg　血型：AB　11月3日（天蠍座）　
同樣是不動峰的另一大王牌，被龍崎教練稱「才能與不二（周助）伯仲之間」的天才。長髪。性格有些陰鬱。常常在碎碎念，對於不喜歡的事情會不自覺批評的毒舌家。
是龍馬首次出賽團體戰的對手。平常多以單打為主，對上強效的時候則常與神尾組成雙打。
新網球王子中的雙打淘汰賽敗給了神尾。
- 石田鐵（石田鉄／Ishida Tetsu）
- 日本配音員：前田剛
- 台灣配音員：魏伯勤[4]→于正昇、賀宇傑[5]
- 演員：王璐（中，施天）
- 舞台劇演員：宮野真守【第一季】；高樹京士郎（日语：高木英和）【第二季】；中村太郎（日语：中村太郎）【第三季】；柊太朗【第四季】

班級座號：2年2班1號　委員會：無
身高：186cm　體重：80kg　血型：O　11月30日（射手座）
慣用手：右　打球類型：底線攻擊型
拿手絕招：波動球、猛獸氣勢
通常會綁著純白的頭巾。拿手絕招是跟哥哥銀學來的「波動球」。不過因為會對手腕造成相當大的負擔而有使用次數的限定，而這樣的擊球有著可以讓對手球拍彈飛的威力。全國大賽時和神尾組成雙打對上哥哥，以反手拍打出了波動球。
- 櫻井雅也（桜井雅也／Sakurai Masaya）
- 日本配音員：植木誠（日语：植木誠）
- 台灣配音員：符爽[4]→魏伯勤[20]（群英社版）／林柏昱（曼迪版）
- 演員：湯敏毅（中，應健）
- 舞台劇演員：高木俊【第一季】；高橋郁哉【第二季】；諒太郎（日语：諒太郎）【第三季】；深澤悠斗【第四季】

班級座號：2年5班8號　委員會：體育祭執行委員
身高：164cm　血型：O　7月1日（巨蟹座）
不動峰的雙打專家。有著與誰都能組成雙打的柔軟性，擅長強勁的上旋球。
- 內村京介（内村京介／Uchimura Kyousuke）
- 日本配音員：喜安浩平
- 台灣配音員：丘台名
- 舞台劇演員：加藤真央（日语：加藤真央）【第二季】；高根正樹（日语：高根正樹）【第三季】；菊池颯人【第四季】

班級座號：2年1班2號　委員會：廣播委員會
身高：159cm　體重：52kg　血型：B　10月28日（天蠍座）
慣用手：右　打球類型：型
總是戴著黑色帽子伺機而動的「前衛殺手」。地區預賽決賽時輸給了大石、菊丸組合，都大賽也敗給了南、東方組合，不過卻在關東大賽中打贏了新渡米、喜多組合。
- 森辰德（森辰徳／Mori Tatsunori）
- 日本配音員：近藤孝行
- 台灣配音員：丘台名
- 舞台劇演員：近江陽一郎（日语：近江陽一郎）【第二季】；小林辰也【第三季】；Rayshy【第四季】

班級座號：2年3班18號　委員會：廣播委員會
身高：164cm　血型：A　4月18日（牡羊座）
是内村的雙打搭檔。性格率直積極。雖然跟其他成員比起來有點樸素，不過在橘的指導下，以後仍有相當的發展空間。
名字的由來是原辰德。

### 網球社關係者
- 橘杏（橘杏／Tachibana An）
- 日本配音員：木村亞希子
- 台灣配音員：詹雅菁[10]、雷碧文[20]〈代〉（群英社版）／錢欣郁（曼迪版）
- 美國配音員：Stephanie Sheh
- 演員：張雯（中，瞿杏）

學年：2年級
慣用手：右
身高：155cm　体重：45kg　血型：A　3月31日（牡羊座）　
橘桔平的妹妹。特徵是有著黑色深邃大眼，髮型中分露出額頭。還住在九州時的造型是雙馬尾。好勝且具有強烈正義感。雖然是女子網球社社員，卻比較常跟男子網球社一起行動，也常常獨自去街頭網球場。
桃城曾說她的球意外地有力。

## 聖魯道夫學院（東京都）
社員總數：20人
顧問：？ ／ 場邊教練：觀月初
社長：赤澤吉朗
副社長：野村拓也　
社長接班人:不二裕太
幹事：觀月初
會計：木更津淳
雖是創立僅不過五年的新學校，卻聚集了來自全國的優秀運動員。由以體育資優生身分召集而來的「強化組」和原本便就讀校內的「元老社員」組成了精銳部隊。不過在都大賽複賽中敗給青學後，在第五名會外賽對上了常勝軍冰帝，最後無緣敗部復活進入關東大賽。
『新網球王子』中受邀參加U-17合宿的有觀月、不二兩人。

### 校隊
- 觀月初

身兼選手和經理，是聖魯道夫的軍師。平常都說敬語，會發出「嗯哼——」地笑著。
會攻擊對手的弱點來掌握比賽步調，擅長和乾相同趣味卻仍方向不同的「情報網球」。有著過度相信資料的傾向，相當自負。對勝利的執著強烈，討厭社員輸球。由於教導身體還處於成長期的裕太會傷害身體的「外旋旋轉球」而激怒了不二周助，在比賽中被不二以從5-0直追到5-7的屈辱逆轉擊敗。
新網球王子中的雙打淘汰賽，由於乾肚子痛，不戰而勝。
- 不二裕太

不二周助的弟弟，聖魯道夫的王牌。原本就讀於青學，但是受不了從入學開始就被大家說是「天才不二周助的弟弟」而轉學到聖魯道夫。搬出家裡住到學校的宿舍，兄弟之間本來不合，不過在都大賽後和解。雖說被利用，卻仍是敬佩著為自己打造出網球出路的觀月。
累積了相當多和左撇子選手比賽的經驗，有著「左撇子殺手」一稱。直到都大賽對上龍馬之前的比賽紀錄是16戰全勝。在都大賽爭奪晉級關東大賽的最後資格時對上冰帝學園的芥川慈郎，遭到15分鐘被秒殺的下場。
新網球王子中雙打淘汰賽對上了哥哥周助。改良了外旋旋轉球，靠著雙手減輕負擔打出「W外旋旋轉球」，不過仍是完敗。
- 赤澤吉朗（赤澤吉朗／Akazawa Yoshirou）（社長）
- 日本配音員：岩崎征實
- 台灣配音員：符爽
- 美國配音員：Mike Davis
- 演員：于曉（中，池澤）
- 舞台劇演員：青木堅治（日语：青木堅治）【第一季】；豬塚健太【第二季】；中尾拳也【第三季】；奥村等士（日语：奥村等士）【第四季】

班級座號：3年4班1號　委員會：體育委員長
身高：178cm　血型：O　8月3日（獅子座）　
慣用手：右　打球類型：全方位型
拿手絕招：震動球
是「元老社員」的選手。暱稱是「笨蛋赤澤」（被金田這麼罵了之後就在社內定案了）。對身為經理的觀月相當信賴，一方面也對他的執著有些恐懼。
拿手絕招「震動球」是因為他有著在反手擊球的時候會使用球拍前端擊球的習慣。是單打方面的全國好手，但在都大賽中和金田組成雙打對上了大石、菊丸組合。「震動球」造成了動態視力優良的菊丸體力損耗而獲得勝利。
- 木更津淳（木更津淳／Kisarazu Atsushi）
- 日本配音員：鶴岡聰
- 台灣配音員：于正昇
- 美國配音員：Peter Doyle
- 演員：聂本超（中，穆耕井）
- 舞台劇演員：加藤良輔（日语：加藤良輔）【第一季】；廣瀨大介【第二季】；佐藤祐吾（日语：佐藤祐吾）【第三季】；佐藤光（日语：佐藤光）【第四季】

班級座號：3年3班7號
身高：168cm　體重：55kg　血型：O　11月20日（天蠍座）　
慣用手：右　打球類型：發球和截擊型
拿手絕招：假動作短截擊
木更津亮的雙胞胎弟弟。原本是被觀月錯認成亮而轉學，之後為了能跟哥哥做出區別而接受觀月的提議剪短頭髮並綁上長長的紅色頭帶。常常「嘻嘻」地笑著。拿手絕招是跳起身後在空中反轉的「假動作短截擊」。在比賽中總是沉著冷靜，不過對勝利有著相當的執著。
- 柳澤慎也（柳沢慎也／Yanagisawa Shinya）
- 日本配音員：森訓久（日语：森訓久）
- 台灣配音員：丘台名[4]→符爽[20]（群英社版）／林柏昱（曼迪版）
- 美國配音員：Darell Guilbeau
- 演員：劉寅迪（中，劉哲）
- 舞台劇演員：篠田光亮（日语：篠田光亮）【第一季】；陳内將【第二季】；尾関陸（日语：尾関陸）【第三季】；久保侑大（日语：久保侑大）【第四季】

班級座號：3年3班33號
身高：169cm　體重：57kg　血型：O　12月9日（射手座）
慣用手：右　打球類型：全方位型
拿手絕招：口頭攻擊
口頭禪是在語尾加上「是吧？」，不過本人並沒有發現。因為嘴唇上翹而被海堂和桃城叫作「唐老鴨」。會用獨特的步調擾亂對手。都大賽對上桃城、海堂時因為被桃城「垂直扣殺球」打中臉頰而昏倒棄權。
- 金田一郎（金田一郎／Kaneda Ichiro）
- 日本配音員：川原慶久
- 台灣配音員：魏伯勤、符爽[23]（群英社版）／黃天佑（曼迪版）
- 演員：封凡（中，金田）
- 舞台劇演員：大竹佑季【第一季】；大久保祥太郎（日语：大久保祥太郎）【第二季】；上村海成（日语：上村海成）【第三季】；二宮来夢（日语：二宮来夢）【第四季】

班級座號：2年2班6號　委員會：收穫感謝祭執行委員
身高：163cm　體重：52kg　血型：AB　12月31日（魔羯座）
慣用手：右　打球類型：反擊型
和赤澤一樣是「元老社員」。能夠像大石一樣用寬廣的視野支持搭檔的雙打高手。對上大石、菊丸時找出了澳大利亞鎮型的弱點，並且斥責了赤澤一番，使得赤澤回到冷靜並且取下勝利。
- 野村拓也（野村拓也／Nomura Takuya）（副社長）
- 日本配音員：近藤孝行
- 台灣配音員：符爽
- 舞台劇演員：佐川大樹（日语：佐川大樹）【第三季】；八重澤就土（日语：八重澤就土）【第四季】

班級座號：3年2班18號　委員會：國際交流委員會
身高：158cm　血型：B　2月22日（雙魚座）
慣用手：右
總是對裕太說出「不二弟」這樣的禁句。青學戰由於觀月的落敗而沒有出賽S1。

## 山吹中學（東京都）
社員總數：17人
顧問：伴田幹也　
社長：南健太郎
副社長：東方雅美　
經理：壇太一　
會計：錦織翼
幹事：北野聰介　
以穩健雙打陣容聞名全國的名校。都大賽中敗給青學，以亞軍之姿進軍關東大賽。是關東大賽中的第四種子，關東大賽第二場中輸給都大賽再度對上的不動峰，敗部復活賽中以第五名進軍全國大賽。在全國大賽第二場中輸給了名古屋星德。
『新網球王子』中受邀參加U-17合宿的有千石、亞久津、南、東方四人。

### 校隊
- 千石清純

有著超強運勢，暱稱是「LUCKY千石」。雖然這樣的幸運目前都只出現在發球權上。是關東地區具有優良動態視力和比賽控制能力的強者。由於手塚的推辭而曾經入選青少年選拔賽。性格善良但是有點好色。
拿手絕招是高高拋起球後在最短距離擊球的「虎砲」以及活用跳躍力的「垂直扣殺球」。優良的動態勢力讓他可以看到速度快速的球，並且活用這項能力突破對手。亞久津退社后，為了單打的勝利與學弟們開始了嚴格的特訓，動態視力和體能都更加躍進。全國大賽首戰打敗了理查・坂田，不過在第二戰輸給了名古屋星德。
動畫版中，在關東大賽後開始練習拳擊，靠著拳擊展開了打出力量相當的「拳擊網球」。日美親善大賽中出戰S3，發揮了靠拳擊練出的耐力、集中力、洞察力。
新網球王子中的雙打淘汰賽對上了被鬼打傷手腕的桃城，勸退桃城後不戰而勝。
- 亞久津仁

最初以會對人暴力相向的極惡角色登場。原作劇情還是國中生就開始抽菸。動畫版劇情無抽菸。打架的能力是全國水準。出生在單親年輕母親的特殊家庭環境，從小就有暴力傾向而且討厭被人差使。和河村從國小開始是同一間空手道場的青梅竹馬。
有著超群的網球細胞，在任何姿勢狀態下都能進攻，是網球界十年難得一見的人才。另外，有著任何一項運動都能輕易上手的能力。可是，卻也因此對每項運動都無法堅持，對網球也不抱熱情。小學5年級時完勝了網球教練班的學員，之後就一度脫離網球。
都大賽的2個月前，被伴佬發掘而加入網球社。周遭的人都因恐懼而稱他為怪物亞久津。都大賽決賽對上龍馬，由於有著輕視網球、不努力而不能輸球的理由存在，而打出了超攻擊型的網球。之後雖然聽從了伴佬的建議，卻還是敗給龍馬。對這場燃燒殆盡的比賽感到滿足後便退出了網球社，最後在伴佬的勸進下前往美國深造。
原本行為總是卑劣，在都大賽決賽後指引了崇拜自己的壇、也鼓勵了河村，可見其實是個會為他人著想的柔情漢。全國大賽準決賽時，單手接住了被石田銀用波動球打飛到觀眾席的河村，說出了含著「不要放棄」意味的「去送死吧」一語。另外，在全國大賽決賽前也幫助龍馬取回了記憶。
動畫版中，出現在敗給真田而陷入低潮的龍馬眼前向他挑戰，幫助龍馬脫離了低潮。
新網球王子中在累積了海外修行的能力後參加了U-17合宿。雙打淘汰賽時打贏了河村。一軍洗牌戰時和真田組成雙打對上了種島、大曲組合，雖慘敗卻找到繼續打網球的理由，且似乎學會自制脾氣，在雙打時認同真田為夥伴。
- 南健太郎（南健太郎／Minami Kentarou）（社長）
- 日本配音員：石川正明（日语：石川正明）
- 台灣配音員：魏伯勤[4]→符爽[20]（群英社版）／何志威 （曼迪版）
- 演員：王安（中，南方）
- 舞台劇演員：矢崎廣（日语：矢崎広）【第一季】；早乙女じょうじ（日语：早乙女じょうじ）【第二季】；北川尚彌（日语：北川尚弥）【第三季】；桑原勝（日语：桑原勝）【第四季】

班級座號：3年6班18號　委員會：無
身高：178cm　體重：66kg　血型：A　7月3日（巨蟹座）
慣用手：右　打球類型：反擊型
擅長暗號戰術的雙打選手。
與東方組成雙打，忠實於基本動作，不過因為存在感薄弱而被千石命名「土豆雄兵」。擁有去年度全國大賽出場的優秀成績。
新網球王子中的雙打淘汰賽中對龍馬不戰而勝。
- 東方雅美（東方雅美／Higashikata Masami）（副社長）
- 日本配音員：永野善一／竹本英史〈代〉
- 台灣配音員：符爽[4]→丘台名[20]（群英社版）／歐祖豪 （曼迪版）
- 演員：王爭（中，東方）
- 舞台劇演員：林伊織（日语：林伊織）【第一季】；寺山武志（日语：寺山武志）【第二季】；辻凌志朗（日语：辻凌志朗）【第三季】；灰塚宗史（日语：灰塚宗史）【第四季】

班級座號：3年5班21號　委員會：無
身高：185cm　體重：76kg　血型：A　9月10日（处女座）
慣用手：右　打球類型：底線攻擊型
發球無懈可擊又精確強勁，讓對手無法反擊。
「土豆雄兵」一員。去年度打敗了大石和學長的組合因為在都大賽中輕視了大石、菊丸組合，最後敗北。
新網球王子中的雙打淘汰賽敗給了平古場。
- 室町十次（室町十次／Muromachi Touji）
- 日本配音員：平野貴裕（日语：平野貴裕）
- 台灣配音員：丘台名（群英社版）／黃天佑 （曼迪版）
- 舞台劇演員：柳澤貴彥（日语：柳澤貴彦）【第一季】；小野賢章【第二季】；仁科祐二（日语：仁科祐二）【第三季】；寺島レオン（日语：寺島レオン）【第四季】

班級座號：2年1班17號　委員會：無
身高：165cm　體重：55kg　血型：AB　10月31日（天蝎座）
慣用手：右　打球類型：反擊型
社團練習的時候總是戴著太陽眼鏡，在豔陽天下長時練習的最後，出現了像反白貓熊眼一樣的曬痕。
通常都擔任S1，不過因為常常不戰而勝，實力還是未知數。
- 新渡米稻吉（新渡米稲吉／Nitobe inakichi）
- 日本配音員：渡邊慶（日语：渡邊慶）
- 台灣配音員：丘台名
- 舞台劇演員：登野城佑真【第三季】；松原凛（日语：松原凛）【第四季】

班級座號：3年2班15號　委員會：文化執行委員
身高：168cm　血型：A　8月8日（狮子座）
慣用手：右
頭上有著兩片葉子。在「總之雙打就是很強」的山吹裡和喜多組成雙打出戰D2，曾經戰勝不二和河村。
- 喜多一馬（喜多一馬／Kita Ichiuma）
- 日本配音員：置鮎龍太郎
- 台灣配音員：符爽
- 舞台劇演員：蒼木陣（日语：蒼木陣）【第三季】；内野楓斗（日语：内野楓斗）【第四季】

班級座號：2年2班7號　委員會：文化執行委員
身高：170cm　血型：O　7月26日（狮子座）
慣用手：右
臉頰上有漩渦。和新渡米常常一起進行銳利的吐槽。

### 非校隊
- 壇太一（壇太一／Dan Taichi）
- 日本配音員：小林由美子
- 台灣配音員：傅曼君[4]→傅其慧[24]→雷碧文[22]（群英社版）／張乃文 （曼迪版）
- 演員：楊偉弘（中，譚泰義）
- 舞台劇演員：川久保雄基（日语：川久保雄基）【第一季】；柾木玲彌（日语：柾木玲弥）【第二季】；佐野真白（日语：佐野真白）【第三季】；橋本悠希（日语：橋本悠希）【第四季】

班級座號：1年1班13號　委員會：無
身高：147cm　體重：40kg　血型：AB　1月2日（魔羯座）
慣用手：左　打球類型：正在摸索中
已知绝招：外旋发球、抽击球B
對誰都會用著有點奇怪的敬語。口頭禪是「DA DA DA DA壇！」。對於和自己完全相反的亞久津有著強烈的憧憬，是少數完全不怕他的人。相當珍惜亞久津送的頭帶，只是因為尺寸不合所以常常掉下來。身材瘦小所以擔任經理，不過在看到和自己身材一樣瘦小的龍馬打贏了亞久津後，在亞久津離開後決定加入網球社。在山吹於全國大賽被淘汰後，被千石寄予了明年的希望。
動畫版中曾作為球員向龍馬挑戰。
新網球王子中，為了送御守給亞久津而和浦山一起來到了合宿，之後遇到了堀尾，三人便開始一起行動。

### 網球社關係者
- 伴田幹也（伴田幹也／Banta Mikiya）（顧問）
- 日本配音員：西村和彦
- 台灣配音員：符爽→丘台名[20]
- 香港配音員：盧雄
- 演員：傅東育（中，田教練）

年齡：70歳
身高：165cm　體重：58kg　血型：B　7月6日（巨蟹座）
山吹國中網球社顧問。通稱「伴佬」。是個總是面帶微笑的爺爺，不過也有著作為策士的一面，會維持笑顔進行嚴厲的指導。是個將亞久津拉進了網球社的人物。貌似和龍崎教練從以前就有著淵源。

## 冰帝學園國中部（東京都）
社員總數：215人
顧問：榊太郎
社長：跡部景吾
社長接班人：日吉若
副社長：從缺(因為第二把交椅不需要存在)
會計：瀧萩之介　
資料管理負責人：樺地崇弘　
去年度稱霸都大賽、關東大賽亞軍、全國大賽前十六強的強校。社員數多達215人。以200多人在場邊一齊吶喊「冰帝隊呼」著稱。由壓倒性的選手組成校隊，另外則是準校隊和一般社員，實力主義是社團的運作方向。另外，以沒意義為理由，社團並沒有副社長的存在。在都大賽中依慣例由準校隊出賽卻遭黑馬不動峰給擊敗，靠敗部復活賽晉級，但是又在關東大賽首戰敗北，最後因主辦地保障名額得以進軍全國大賽。
全國大賽中打敗了椿川學園與去年的四強獅子樂，八強賽中再度對上青學，激戰的最後仍是落敗。
『新網球王子』中受邀參加U-17合宿的為校隊八人。
參考範本校為東京都的成城學園國中部。

### 校隊
- 跡部景吾

立於冰帝學園國中部網球社超過200人的頂點上，其實是「超攻擊型全方位型選手」的超強實力者。冰帝隊呼也是由他想的。是大量投資學園的「跡部財團」少爺，成長於網球的發源地英國。特徵是右眼下的淚痣。性格傲慢又自戀，卻不是個壞人。全國大賽決賽前協助了搜索行蹤不明的龍馬。另外，在冷靜洞澈面對勝負的同時，也可以看到他對網球和同伴的熱情。經典台詞是「別沉醉在本大爺的美技之下」。
擁有相當的實力和領導性，入學開始就擔任了社長一職。是個相當努力的人，在英國時實力比同齡的選手們還差，因而奮力練習，在比賽時會使用眼力找出對手的弱點，並且對那弱點進行徹底的攻擊。向來靠著銅牆鐵壁的守備讓比賽進入持久戰、接著看穿對手的弱點給予對方心理方面的傷害，是一個喜歡享受讓對戰對手被臣服的感覺的人。
稱為「美技」的拿手絕招相當多，其中以第一球擊落對手的球拍、彈回後再以第二球做為殺球的「邁向破滅的輪舞曲」為代表。被關東大賽決賽龍馬和真田的比賽給刺激，在重重特訓後，練出了「唐懷瑟發球」以及「冰的世界」。另外，也會考慮到他人對自己的招數的應對政策，當龍馬靠「無我的境界」打出「唐懷瑟發球」時，靠著「前腳彈跳」將自己的招數回擊。其他還有不靠無我的境界便打出其他選手的絕招如「棕熊落網」或「海盜的號角」。
關東大賽首戰的S1中，在持久激烈的戰況最後打贏了左肩受傷的手塚。全國大賽的八強賽中在S1與龍馬對決，靠著「唐懷瑟發球」和「冰的世界」、無我的境界反覆使出風林火山（火）和棕熊落網讓情勢一面倒，然後最後在長時間的比賽下，站著失去意識而敗北。這場比賽由於跡部的一句「要是輸你，本大爺甘願剃光頭」而演變成了剃頭大賽，跡部最後也依約剃掉了頭髮，在之後登場都是戴著假髮的。
在動畫版中的日美親善比賽中和真田出戰D2。真田將對手的球拍擊落時，跡部打出了「邁向破滅的探戈」。另外，比原作更早打出了「唐懷瑟發球」。
新網球王子中，雙打淘汰賽中對戰了寄予期望的下任社長日吉。當跡部確認日吉已克服了他不擅長的持久賽後，便以「邁向破滅的輪舞曲」結束了比賽，並對日吉鼓勵說:「試著尋找出屬於你自己的冰帝隊呼吧」。
還屬於5號球場時，在和3號球場的團體洗牌賽中出賽S1對上入江。透過體能訓練而上升的身體能力打出了由「邁向破滅的輪舞曲」的第一球加上和「唐懷瑟發球」一樣不會彈起的第二球組成的新招術「邁向失意的遁走曲」，接著壓倒性地拿下了五局，最後發現了入江的演技。靠著新招術「慟哭的舞曲」反擊追回，將眼力提升到極限，創造出了「跡部王國」。進入搶七決勝局後，由於跌倒而傷到了左腳踝，但卻還是不放棄直到昏倒，最後入江說「我的肩膀也已經抬不動了」（其實是為了看到跡部成長的演技），兩人都無法繼續比賽，比賽便判為無效。
在一軍洗牌戰中和仁王組成雙打對上越知和毛利。雖然在首盤被越知破壞了精神，不過後來靠著和仁王的「同步共鳴」加上「冰的世界」與「跡部王國」的同時使用，戰勝了越知、毛利組合，獲得了一軍的徽章。
以日本代表國中生隊隊長的身份參加U-17世界盃。
- 忍足侑士

特徵是關西腔和平光眼鏡。跟忍足謙也是堂兄弟，兩人從小就喜歡爭論強弱。
在那張撲克臉下有著擅長控制比賽情勢並被稱為「冰帝的天才」的能力。與不二同樣會「棕熊落網」，也擅長放短球。另外，也被稱為「身懷千技的天才」，在全國大賽中靠著精彩的技術折騰了桃城一番。
關東大賽和向日出賽D2對上桃城、菊丸組合。一開始看似靠著技術徹底掌控了全局，然後中盤以後卻因為青學的澳大利亞陣型而打亂陣腳，最後落敗。全國大賽在S3與桃城對戰。面對桃城的「讀心」，反過來靠著「封閉內心」使「讀心」無效化。另外，在與桃城的比賽中，也受到桃城的影響，拋開了撲克臉展現出相當的鬥志和熱情。
動畫版中在日美親善比賽中出賽D1和菊丸組成雙打卻戰敗。
新網球王子中的雙打淘汰賽中，靠著「封閉內心」完勝向日。
- 向日岳人（向日岳人／Mukahi Gakuto）
- 日本配音員：保志總一朗
- 台灣配音員：丘台名[4]→賀宇傑[5]→莊汶錡[3]（群英社版）／歐祖豪（曼迪版）
- 香港配音員：蔡忠衛
- 演員：柄本時生（日，台灣配音：魏伯勤）／杜曉書（中，項明）
- 舞台劇演員：青柳塁斗（初代）／青柳塁斗〈A組〉、福山聖二（日语：福山聖二）〈B組〉（第二代）【第一季】；志尊淳（第三代）【第二季】；北乃颯希（日语：北乃颯希）（第四代）【第三季】

班級座號：3年D班24號　委員會：體育活動委員
身長：158cm　體重：48kg　9月12日（處女座）
慣用手：左　打球類型：發球和截擊型
拿手絕招：特技擊球、超高速半截擊、月面翻身、低空月面翻身
性格は強烈又積極。口頭禪是「〜みそ」和「可惡可惡」。
擁有絕佳的跳躍力和柔軟度，展開了超越菊丸的特級擊球。由於激烈又過度的活動導致體力浪費得很快，在對戰青學時因為耐力不足而落敗。
新網球王子中在雙打淘汰賽中完敗給忍足侑士。接受了山崖上的訓練後練成了「低空月面翻身」。
- 宍戶亮（宍戸亮／Shishido Ryou）
- 日本配音員：楠田敏之（日语：楠田敏之）
- 台灣配音員：于正昇[27]／魏伯勤[28]／賀宇傑[29]→蘇振威[3]（群英社版）／吳文民（曼迪版）
- 演員：鈴木淳評（日语：鈴木淳評）（日，台灣配音：魏伯勤）／趙遲（中，薛虎）
- 舞台劇演員：鎌苅健太（初代）／鎌苅健太〈A組〉、村井良大〈B組〉（第二代）【第一季】；桑野晃輔（日语：桑野晃輔）（第三代）【第二季】；小早川俊輔（日语：小早川俊輔）（第四代）【第三季】

班級座號：3年C班16號　委員會：校外活動委員
身長：172cm　體重：60kg　血型：B　9月29日（天秤座）
慣用手：右　打球類型：反擊型
拿手絕招：超高速半截擊、封鎖澳大利亞陣型、疊形幻影(雙打)
擁有驚人的反應速度和瞬間爆發力，並且能夠相當運用腳力。口頭禪是「遜斃了」。
都大會在可以獲得3連勝的S3登場，卻慘敗給橘，一度從校隊中脫落，之後靠著自己的努力和跡部的推薦，關東大賽時回到校隊陣容中。由最初會挑釁地瞧不起對手到敗給橘之後，精神有了相當的成長，變得相當積極想要進步。都大會之前都是長髮造型，為了回到校隊而親自剪掉了頭髮，目前的造型是短髮反戴藍色帽子。
關東大賽於鳳出賽D1對上乾、海堂組合。首盤靠著超高速半截擊掌握了主導權，不過之後被資料收集完畢的乾、海堂組合給強力反擊。最後，靠著和鳳之間的信賴關係仍是獲得勝利。
和鳳的雙打是冰帝最強組合，曾打敗向日、忍足組合，大石負傷時龍崎教練曾說「青學沒有打得贏宍戶、鳳組合的雙打搭檔」。全國大賽對上大石、菊丸時使出了「封鎖澳大利亞陣型」，OVA版則是使用了躲在鳳的身後而讓對手看起來只有一個人的「疊形幻影」。
新網球王子中，對幫助了天神和平理的鳳說了「有點遜喔」。雙打淘汰賽中雖然將鳳的重砲發球全數反擊卻仍是敗北。比賽後，對雖然勝利卻沮喪的鳳說「拿出自信上吧」並送給了他握把帶。
姓氏出自於許斐剛高中的網球社顧問：宍戶錠。
- 芥川慈郎（芥川慈郎／Akutagawa Jirou）
- 日本配音員：上田祐司
- 台灣配音員：符爽[30]／丘台名[26]／魏伯勤[31]→蘇振威[3]
- 演員：石井元氣（日语：石井元氣）（日，台灣配音：于正昇）／秦炎仕（中，周杰川）
- 舞台劇演員：Takuya（初代）／Takuya〈A組〉、內藤大希（日语：内藤大希）〈B組〉（第二代）【第一季】；赤澤燈（日语：赤澤燈）（第三代）【第二季】；田村升吾（日语：田村升吾）（第四代）【第三季】

班級座號：3年C班2號　委員會：校外活動委員
身長：160cm　體重：49kg　血型：AB　5月5日（金牛座）
慣用手：右　打球類型：發球和截擊型
拿手絕招：魔術截擊
總是在睡覺，睡醒的話則是活潑又好動的狀態。雖然是冰帝的第二把交椅，卻只要打得開心就好，在輸了就會脫落校隊陣容的嚴厲環境中也用著開心的心打球。口頭禪是會在話中加入「〜C」或「〜E」等等英文字母。
拿手絕招是利用柔軟的手腕吸收對方打球的威力，使得球落在無法預測的地點的「魔術截擊」。從還是1年級生的新人戰開始就一直很崇拜丸井，擅長的截擊也是學習於他。和不二兄弟兩人都對戰過，不過對裕太是15分便完勝，而對周助則是完敗。
新網球王子中的雙打淘汰賽中靠著魔術截擊打贏了樺地。
姓氏的由來是芥川龍之介。
- 樺地崇弘（樺地崇弘／Kabaji Munehiro）
- 日本配音員：鶴岡聰
- 台灣配音員：魏伯勤→王俊博[3]（群英社版）／林谷珍（曼迪版）
- 演員：山川和俊（日语：山川和俊）（日，台灣配音：魏伯勤）／王志仁（中，華迪）
- 舞台劇演員：鷲見亮（初代）／鷲見亮〈A組〉、川田穰二（日语：川田穣二）〈B組〉（第二代）【第一季】；古家廣之（日语：古家広之）（第三代）【第二季】；八卷貴紀（日语：八巻貴紀）（第四代）【第三季】

班級座號：2年B班9號　委員會：學生會
身長：188cm　體重：85kg　血型：O　1月3日（魔羯座）
慣用手：右　打球類型：無（隨比賽而改變）
拿手絕招：超級複製
跡部從英國時期開始的兒時玩伴。對跡部有著深深的敬意，從3歳相遇後就一直跟班似地跟隨在他的身後。平常除了「是」以外的台詞幾乎不會講話。由於心靈純粋，只要觀看便能複製對手的招數（不過是在自己身心容許的程度內）。乾評斷他是個力量、速度與技巧兼具的理想型選手，只是如果經驗不足就複製對方的招數，也會導致自身的落敗。另外，網球以外的技能也是可以複製的，比方和跡部一樣剃成平頭、還有田仁志在烤肉王子裡的夾子大吃特吃。
關東大賽S3對上河村，輕易複製了河村必死努力學來的波動球，不過兩個人最後也都因為手腕受傷導致比賽無效。全國大賽時在S2對上手塚，複製了「手塚區」成為「樺地區」。接著甚至連「百錬自得的絕招」都複製而讓比賽一面倒，不過因為突然的降雨，在環境改變的經驗上不足而戰敗。
動畫版在關東大賽決賽與青學菊丸的練習賽中複製了菊丸的特技擊球，不過因為過度使用而導致腳來到極限落敗。
新網球王子中在雙打淘汰賽中無法複製芥川天生的柔軟手腕而落敗。回歸合宿後和河村組成雙打對上伊達、伴組合。雖然複製了伊達的「男兒之春」成為「樺地之春」，卻沒有辦法重現伊達的威力。不過，最後卻獲得了對力量的認同而得到了No.13的徽章。一軍洗牌戰中，當跡部被逼到絕境時亂入了比賽，因而被命令退出合宿。
- 鳳長太郎 （鳳長太郎／Ootori Choutarou）
- 日本配音員：浪川大輔
- 台灣配音員：魏伯勤[32]、符爽[26]→方榮鋒[3]（群英社版）／何志威（曼迪版）
- 演員：伊達晃二（日语：伊達幸志）（日，台灣配音：符爽）／趙順（中，馮程）
- 舞台劇演員：伊達晃二（日语：伊達幸志）（初代）／瀨戶祐介（日语：瀬戸祐介）〈A組〉、李湧恩（日语：李湧恩）〈B組〉（第二代）【第一季】；白洲迅（第三代）【第二季】；渡邊碧斗（第四代）【第三季】

班級座號：2年C班9號　委員會：文化活動委員
身長：183cm　體重：72kg　血型：O　2月14日（水瓶座）
慣用手：右　打球類型：發球和截擊型
拿手絕招：重砲發球、新式重砲發球、疊形幻影(雙打)
個性率直溫柔，對自己的發球有著相當的矜持。在宍戶回歸校隊陣容後成為了他的雙打搭檔。非常尊重宍戶，就算要為了他讓出自己的校隊位子也沒問題。
拿手絕招是發球時會同時說「一球入魂」的「重砲發球」。時速高達驚人的194km，不過速度也會增加變得難以測量，只是因為右手腕有扭動的習慣，所以常常發球失誤。關東大賽時乾發現了這個習慣，便誘導鳳發球失誤。全國大賽時已克服這個習慣，將重砲發球進化成「新式重砲發球」。時速達到了超越乾「飛瀑瀉地」212km/h的215km/h，創下大會最新紀錄。
新網球王子中將自己拿到的兩顆球分給了平理和天神，當他們來報恩時，卻完全不記得對方。雙打淘汰賽中打贏了宍戶。
- 日吉若（日吉若／Hiyoshi Wakashi）
- 日本配音員：岩崎征實
- 台灣配音員：魏伯勤[33]／丘台名[26]→賀宇傑[34]→蔣鐵城[3]（群英社版）／林谷珍（曼迪版）
- 演員：RIKIYA（日语：RIKIYA）（日[35]，台灣配音：賀宇傑）／候量（中，阿皓）
- 舞台劇演員：河合龍之介（初代）／河合龍之介〈A組〉、細貝圭（日语：細貝圭）〈B組〉（第二代）【第一季】；伊勢大貴（日语：伊勢大貴）（第三代）【第二季】；內海啓貴（日语：内海啓貴）（第四代）【第三季】

班級座號：2年F班19號　委員會：報導委員
身長：172cm　體重：60kg　血型：AB　12月5日（射手座）
慣用手：右　打球類型：底線攻擊型
拿手絕招：古流武術截擊
座右銘是「以下犯上」。雖然有點神經質的傾向，卻是個相當積極的人，常常有許多挑釁的舉止。眼睛視力有點不好，比賽時都是帶隱形眼鏡，在家則是普通眼鏡。在1年級生的新人賽時與切原打得勢均力敵，單打則被鳳擊敗。有著連真田也認同會是冰帝下任社長的實力。因為崇尚榊教練「輸家就必須切割的方式」而入社。
家裡開的是古流武術道場，所以將古流武術應用到網球中形成拿手的「古流武術網球」，虎視眈眈地要狙擊上位者。關東大賽中在2勝2敗1無效的情況下備選對戰龍馬。首盤開始便以快步調展開比賽，但是因為體力不足無法掌握主導權最後敗北。全國大賽時和向日出戰D2對上乾、海堂組合。打著速戰速決的算盤最終卻仍是因為體力不足而落敗。
新網球王子中的雙打淘汰賽中在跡部主導的持久賽中落敗，不過耐力進步獲得了認同，也收到了作為下任社長的鼓勵。

### 非校隊
- 瀧萩之介（滝萩之介／Taki Haginosuke）
- 日本配音員：喜安浩平
- 台灣配音員：魏伯勤[4]→丘台名[20]→于正昇[34]→符爽[36]（群英社版）／黃天佑（曼迪版）
- 舞台劇演員：西島顯人（日语：西島顕人）【第二季】；山崎晶吾（日语：山崎晶吾）【第三季】

學年：3年級
身長：167cm　血型：A　10月29日（天蝎座）
慣用手：右
原來的校隊隊員。關東大賽前敗給了冥戶而被降至準校隊，全國大賽中負責測定發球的球速，在「烤肉王子」中也擔任計時員和校隊一起行動。口頭禪是「很行嘛」。

### 網球社關係者
- 榊太郎（榊太郎／Sakaki Tarou）(教練)
- 日本配音員：小杉十郎太
- 台灣配音員：丘台名[4]→賀宇傑[5]（群英社版）／吳文民（曼迪版）
- 演員：山中敦史（日语：山中敦史）（日，台灣配音：賀宇傑）
- 舞台劇演員：上島雪夫（日语：上島雪夫）【第一季】；本山新之助（日语：本山新之助）【第二季】

年齡：43歳
身高： 179cm　體重：64kg　血型：O　3月14日（双鱼座）
慣用手：右
冰帝網球社的顧問。總是穿著華麗的西裝搭配圍脖絲巾、颯爽登場的音樂教師。擁有美國信通的黑卡，是個相當的資産家。採取輸家便離開校隊陣容的指導方針，不過卻也能看到讓在關東大賽中落敗的選手出賽全國大賽的溫情。經典台詞是被當作冰帝名產、會搭配手勢的「你可以去了！」。雖然相當嚴格，卻也不會怠慢對選手的關心，關東大賽時拜託了龍崎教練幫忙注意S3中負傷的樺地。
名稱姓氏「榊」，因為台灣無此漢字，TV版前期台灣字幕、配音改成「木神」，TV版後期起直接更改為「神」。

## 六角國中（千葉縣）
社員總數：66人
顧問：老爹　
社長：葵劍太郎
副社長：佐伯虎次郎　
分析員：木更津亮　
試毒員：首藤聰　
團隊生活顧問：天根光　
由於學校靠海，社員們都喜歡在海邊玩。選手們會使用老爹針對每個人的體能及打球類型所製作的球拍。身為關東大賽的第三種子，在準決賽中敗給了青學，以第四名之姿進軍全國大賽。在全國大賽的首戰中敗給比嘉。
社團中有許多將來預定進入六角國中的「預備軍」，是跟著老爹在學網球的孩童。他們和現任社員及老爹有相當的信賴關係，具有相當的網球知識。
『新網球王子』中受邀參加U-17合宿的有天根、黑羽兩人。

### 校隊
- 葵劍太郎

在老爹的指定下雖是一年級卻擔任社長。特徵是平頭跟充滿精神的樣子。擅長打擦網球，總是妄想受女孩子歡迎，在比賽中會讓自己先連輸數局，再用「辦不到～就沒辦法受歡迎」的壓力來讓自己發揮真正的實力。
關東大賽準決賽對上了海堂。一如往常地急起直追發揮實力，但是卻敗給了抗壓性也很強的海堂。全國大賽首戰S3對上知念，擅長的擦網球被對方的縮地法給克服導致完敗。
動畫版中是個沒有妄想症的熱血少年，將龍馬當作勁敵，在關東大賽的準決賽中對戰龍馬，球拍的使用設定也做了變更。
- 佐伯虎次郎

通稱「小佐」。是個性格敦厚爽朗的美男子。和不二周助是青梅竹馬。「烤肉王子」中以「長得一表人才當真是暴殄天物」來介紹他。
作為六角的王牌，比賽多擔當單打，不過也會和樹組成雙打。武器是優良的動態視力，還有緊迫的盯人戰術。在和聖魯道夫的練習賽中，因為裕太的超級半截擊很傷手腕，所以故意輸給了裕太。關東大賽準決賽中壓制住了菊丸的特技擊球，不過卻因為菊丸使出了「菊丸的標誌腳步」而敗北。全國大賽首戰出戰S1，當甲斐攻擊了老爹使得六角全員前往醫院時，一個人獨自留下來繼續比賽。比賽雖然敗北，不過卻傳授了前來幫忙加油的青學眾人有關破解比嘉「縮地法」的攻略。
動畫版中因為練劍道而能夠觀察到對手細微的肌肉動靜，藉此察覺出對手的動向，打出反方向的球。青少年選抜合宿中和不二組成雙打對上乾、柳組合。由於無法讀出柳的動向而陷入苦戰，靠著和不二流暢的合作而勝利。
- 黑羽春風（黒羽春風／Kurobane Harukaze）
- 日本配音員：大黑和廣（日语：大黑和廣）
- 台灣配音員：魏伯勤（群英社版）／林谷珍（曼迪版）
- 演員：金世佳（中，黑羽）
- 舞台劇演員：進藤學（日语：進藤学）【第一季】；本川翔太（日语：本川翔太）【第二季】；陽向謙斗（日语：陽向謙斗）【第三季】

班級座號：3年A班5號　委員會：無
身高：182cm　體重：73kg　血型：A　9月29日（天秤座）
慣用手：右　打球類型：發球和截擊型
拿手絕招：手臂內轉發球、爆裂網球、擦網進球
通稱「小黑」。不會計較比賽輸贏的大方性格。通常都和天根組成雙打，會飛躍起來打天根來吐槽他的冷笑話。
擅長力量網球，利用旋轉身體來回擊河村的發球。會使用高挑的身高加上跳躍力與腕力打出「空中連續技」。
新網球王子中的雙打淘汰賽敗給了天根。
- 天根光（天根ヒカル／Amane Hikaru）
- 日本配音員：竹內幸輔（日语：竹內幸輔）
- 台灣配音員：符爽、賀宇傑[34]（群英社版）／黃天佑（曼迪版）
- 演員：壽里（日）／邊松濱（中，賽天根）
- 舞台劇演員：汐崎アイル（日语：汐崎アイル）【第一季】；木村敦（日语：木村敦 (俳優)）【第二季】；坂垣怜次（日语：坂垣怜次）【第三季】

班級座號：2年B班1號　委員會：體育委員
身高：180cm　體重：69kg　血型：A　11月22日（天蠍座）
慣用手：右　打球類型：底線攻擊型
拿手絕招：冷笑話殺人術
由於有著雕像般的體型和深邃的五官而被稱為「大衛」。話不多，喜歡說冷笑話。
使用老爹自製、逼近基準尺寸的長柄木拍，重視力道攻擊。有著一個人打敗冰帝準校隊100人的紀錄。平常會用髮蠟固定凌亂的頭髮，一旦認真起來就會將頭髮綁起來。關東大賽準決賽和黑羽出戰D2敗給河村、桃城。
動畫版中的青少年選抜合宿被神城無視他的冷笑話。和忍足組成雙打打贏伊武、神城組合。比賽中的冷笑話會被忍足吐槽。
新網球王子中的雙打淘汰賽打贏了黑羽。
- 樹希彥（樹 希彦／Itsuki Marehiko）
- 日本配音員：蓮岳大（日语：蓮岳大）
- 台灣配音員：于正昇、符爽[20]（群英社版）／歐祖豪（曼迪版）
- 演員：王皓（中，朴樹）
- 舞台劇演員：池上翔馬（日语：池上翔馬）【第一季】；橋本真一（日语：橋本真一）【第二季】；高木真之介（日语：高木眞之介）【第三季】

班級座號：3年B班2號　委員會：無
身高：174cm　體重：62kg　血型：AB　8月31日（處女座）
慣用手：右　打球類型：反擊型
拿手絕招：無旋轉球
通稱「小樹」。兼具慎重和大膽，感情表現豐沛。口頭禪是「就是說嘛」。鼻息驚人，會發出像是火車鳴笛的聲音。
靠著不帶旋轉的球在關東大賽準決賽封印了不二的「飛燕還巢」。
動畫版是個對什麼都充滿好奇心的角色，之後在原作中也反映了這樣的性格。
- 木更津亮（木更津亮／Kisarazu Ryou）
- 日本配音員：高橋廣樹
- 台灣配音員：符爽[4]→魏伯勤[34]（群英社版）
- 演員：郭俊彤（中，穆耕亮）
- 舞台劇演員：加藤良輔（日语：加藤良輔）【第一季】；廣瀨大介【第二季】；佐藤祐吾（日语：佐藤祐吾）【第三季】

班級座號：3年B班5號
身高：163cm　體重：55kg　血型：O　11月20日（天蝎座）
慣用手：右　打球類型：型
木更津淳的雙胞胎哥哥。帽子下有著留至肩下的長髪。是觀月本來想要邀請轉學的對象。
動畫版中在青少年選抜合宿出現了兄弟對決的畫面，由於是雙胞胎所以讀出了淳的動向而獲得勝利。
自此淳轉學以後就沒有再長高。
- 首藤聰（首藤聡／Syudou Satoshi）
- 日本配音員：近藤孝行[4]→楠田敏之（日语：楠田敏之）[5]
- 台灣配音員：于正昇（群英社版）
- 演員：張㥀明（中，趙首藤）
- 舞台劇演員：千葉冴太（日语：千葉冴太）【第三季】

班級座號：3年A班9號
身高：176cm　體重：65kg　血型：B　4月15日（牡羊座）
慣用手：右
好奇心旺盛，好像有喜歡試喝飲料的興趣。在沙灘排球大賽中喝下了現榨魚露、「烤肉王子」中喝下了乾特製蔬菜汁而倒下的悲劇角色。

### 網球社關係者
- 老爹（オジイ）(教練)
- 日本配音員：外波山文明（日语：外波山文明）
- 台灣配音員：魏伯勤[38]、符爽[39]（群英社版）
- 演員：張德培（中，老爹）

身高：147cm　體重：38kg　血型：AB　11月7日（天蝎座）
慣用手：　打球類型：型
六角國中網球社的顧問。年齡不詳，以製作木球拍聞名卻充滿謎題的老者。也會為附近的小孩子們做玩具。雖然看起來不起眼，對運動相關的知識卻很豐富。一眼便看出龍馬的球拍握把不合而幫他重新纏過握把帶。全國大賽首戰中被甲斐的球攻擊打傷。
在和青學的沙灘排球大賽中跟龍崎教練組成搭檔打進決賽，有從砂中躍出的驚人表現。
南次郎說他20年前就開始是個「老爹」了。傳說曾和1853年黑船事件的馬修‧培里握過手。

## 立海大附屬中學（神奈川縣）
社員總數：52人
顧問：沒有/ 場邊教練：幸村精市
社長：幸村精市　
社長接班人：玉川良雄
副社長：真田弦一郎　
會計：柳蓮二　
對運動教育相當熱衷的學校。許多運動社團都有優秀的成績，尤其是硬式網球社擁有連續15年關東大賽冠軍、連續2連全國大賽冠軍的耀眼成績。校隊在大賽前都有最高評價的AAA級，龍崎堇教練曾以「有七個手塚」來比喻。社團沒有顧問，場邊指導由幸村或真田擔任。在「常勝」、「王者」的旗幟下，絕不允許敗北地朝向全國3連霸邁進。然後，卻在關東大賽及全國大賽中都敗給青學，中斷了關東大賽16連勝、全國大賽3連勝的紀錄。
『新網球王子』中受邀參加U-17合宿的為校隊八人。
參考範本校為硬式網球的強校湘南工科大學附中。外觀參考校則為作者出身的東海大學。

### 校隊
- 幸村精市

帶領立海拿下全國二連霸的「立海三巨頭」之一。直到全國大賽決賽前都沒有輸過任何一場比賽任何一局，又被稱為「神之子」。比賽跟練習時都會戴著髮帶，場邊指導時外套都是披在肩上的。
二年級的冬天因為罹患類似吉巴氏綜合症的免疫系統病症而住院，將社團指揮交給了真田後開始療養生活。在手術和復健過後回到了全國大賽。初見是個給人夢幻印象的溫柔男子，不過卻是個嚴格守護王者立海招牌的統治者，勝利優先時會無視對社員的私情下達冷酷的指示。在球場外也是相當沉穩的性格。
被稱為日本國中生網球界最強的男人，自幼便嶄露頭角。沒有特定的拿手招數，卻能夠透過速度、力道和技術的分析準確回擊對手的球。而對手在和他一來一往的比賽到最後會漸漸被剝奪五感，陷入絕望的境界（類似YIPS的症狀）。能夠使用「無我的境界」，但是因為覺得會浪費多餘的體力而不使用。
作為青學稱霸全國的最後難關，在S1出戰龍馬。身為王者立海的社長，當他聽到自己不在的時候立海苦吞敗仗加上主治醫生說自己可能沒有辦法再打網球後，手術過後開始逼自己進行了激烈的復健，在強大的壓力下，否定了能夠快樂打網球這麼一件事。無法認同快樂享受比賽的龍馬，猛烈地對龍馬進攻，然而當龍馬從「天衣無縫的絕招」中覺醒後，便開始追回分數。最後敗在龍馬的「武士截擊」之下。
新網球王子中的雙打淘汰賽剝奪了真田五感而完勝。是唯一一個國中生被選為二軍，擔當No.20的位置對戰不破。就算對手的瞳孔是鏡像依舊成功剝奪對方五感獲得勝利，取得了No.11的徽章。
和真田弦一郎姓氏的由來是來自真田幸村。
- 真田弦一郎

作為「三巨頭」一員，是幸村、手塚不在時，立於國中網球界頂點的男人。別名是「皇帝」。總是帶著祖父送的黑帽子。在幸村缺席的時間裡，擔任了場外指導的職務，也代替幸村帶領著社團。
性格嚴格，對他人嚴格的同時也對自己更嚴厲。會用著超齡的面孔說著「太鬆懈了」這樣有點老套的話語，社裡社外的人們都覺得他有年齡詐欺的可能。受到祖父的影響從四歳左右開始就會練武道，每天四點就起床，進行打坐、劍術等等修行。自從小學六年級在非正規賽中完敗給手塚後，心中就一直燃燒著要打倒手塚的執念。會對輸了比賽的社員進行鐵拳制裁，不過當自己輸了的時候也會要求校隊們對自己進行制裁。
以硬碰硬對決為信條，有著名為「風林火山」的奧義，由「疾如風」、「徐如林」、「侵略如火」和「不動如山」組成。全國大賽決戰對上手塚，為「百鍊自得的絕招」、「才氣煥發的絕招」所準備的對策便是一直以來都封印住的兩種奥義「陰」、「雷」，加上原來的四種奧義便成為了「風林火陰山雷」。「動如雷霆」的球以光速直角飛型，可以打飛對手的球拍，「難知如陰」則是不漏隙縫地封鎖了「才氣煥發的絕招」。
關東大賽決賽出戰S1對上龍馬。靠著「風」和「火」取得優勢，不過「風林火山」的弱點卻被無我的境界攻破，最後敗在龍馬的「COOL截擊」下。全國大賽出戰S3對上手塚。一開始便靠著「風林火陰山雷」將手塚的「百鍊自得的絕招」、「才氣煥發的絕招」給擊破。中盤之後遭到「手塚幻影」、「零式發球」的反撃被搶回了五局，之後接受了幸村「為了勝利放棄硬碰硬打法」的命令，苦戰到賽末點時靠著氣勢狠狠打敗了手塚國光，讓手塚吞下正規賽的第二敗。
新網球王子中的雙打淘汰賽對戰幸村。到最後都沒能成功反撃地完敗。一軍洗牌戰中，使出了在與幸村比賽中出現的「黑色氣息」讓回球的軌道改變。
後來在和亞久津組雙打的一軍洗牌戰中學會如何控制黑色氣息，雖曾成功使用氣息使球連續轉彎兩次，但大多時候只能轉一次。落敗後宣稱下次挑戰時會學會連轉三次。
- 柳蓮二（柳蓮二／Yanagi Renji）
- 日本配音員：竹本英史、芝崎典子〈幼年〉
- 台灣配音員：丘台名[43]、符爽→蘇振威[3]、鄭可欣〈幼年〉（群英社版）／吳文民（曼迪版）
- 演員：宮野真守（日）／吳建飛（中，劉煉）
- 舞台劇演員：小野健斗（初代）／山沖勇輝（日语：山沖勇輝）（第二代）【第一季】；水石亞飛夢（第三代）【第二季】；井澤巧麻（第四代）【第三季】

班級座號：3年F班19號　委員會：學生會書記
身高：181cm　體重：67kg　血型：A　6月4日（双子座）
慣用手：右　打球類型：反擊型
拿手絕招：情報網球、旋風真空斬、空蟬
作為「三巨頭」的一員有著卓越的技巧，身為立海的參謀獲得全體絕對的信任。特徵是看不到瞳孔的小眼睛，不過有時候會在比賽中睜開眼睛。
和乾是青梅竹馬，從小學時代開始就組成雙打，兩人的存在在當時還牽動了青少年網球界。那時候會互稱彼此「博士」（乾）、「教授」（柳）。小學五年級時沒有告訴乾就從東京搬家到神奈川，兩人的雙打便也解散了。
擅長「情報網球」，是教導乾情報網球的人。因為可以操控巧妙操控紅眼模式的切原，被真田認為在雙打中更能發揮出他的價值。
關東大賽的決賽時對戰乾，由於參雜了過多的私人情感而戰敗，本來應該要受到真田的鐵拳制裁，卻被切原所制止。全國大賽決賽和切原出戰D2對戰乾、海堂，讓乾完全無法取得資料，更突破了「飛瀑瀉地」使比賽一面倒。
新網球王子中的雙打淘汰賽，在就要完勝切原時申請棄權，因為要切原「你就努力爬到更高處來吧」。之後告訴了白石有關惡魔化的危險性，將切原託付給了白石。回到合宿後，對上了情報網球的元祖三津谷。在情報網球被破解後捨棄了資料，卻也導致比賽無法再進行下去而將比賽交給了乾接手。在乾攙扶回到中央球場時，身上別的No.17的徽章。
- 柳生比呂士（柳生比呂士／Yagyu Hiroshi）
- 日本配音員：津田英佑（日语：津田英佑）
- 台灣配音員：丘台名[44]→于正昇、符爽[36]→蔣鐵城[3]（群英社版）／林柏昱（曼迪版）
- 演員：宋帥（中，柳天聖）
- 舞台劇演員：馬場徹（日语：馬場徹）（初代）／馬場徹（日语：馬場徹）、小野田龍之介（日语：小野田龍之介）〈支援〉（第二代）【第一季】；味方良介（日语：味方良介）（第三代）【第二季】；大隅勇太（日语：大隅勇太）（第四代）【第三季】

班級座號：3年A班20號　委員會：風紀委員
身高：177cm　體重：64kg　血型：A　10月19日（天秤座）
慣用手：右　打球類型：發球和截擊型
拿手絕招：高爾夫擊球、雷射光束
行為舉止優雅有禮，被稱為「紳士」的模範生。面對打破立海大戒律的切原時也會出現冰冷的態度。平常沉著冷靜，比賽中也幾乎沒有表情變化。除了和別人交換身分時，通常是無法透過眼鏡看到他的眼睛的。
拿手絕招是從球場中線上準確擊出的超高速擊球「雷射光束」。對比起仁王速度較慢的版本，他的被稱為「真正的雷射光束」。
關東大賽決賽出戰D1和仁王組成雙打對上大石、菊丸並獲得勝利。靠著「交換身分」欺騙對手，不過似乎並非自願。全國大賽前，與牛田、宮瀬兩人的非正規比賽和海堂組成雙打，同樣使用了「交換身分」，打出了「迴旋蛇球」。全國大賽準決賽時，為了激起切原的鬥志，在翻譯藏兔座的話時故意加上了「你這個海帶頭」一句。
動畫版中原來是高爾夫球社的社員，在仁王的邀請下轉進網球社，並將高爾夫的技巧運用到網球中。
新網球王子中的雙打淘汰賽識破了仁王的詐欺，靠著軌道變形的雷射光束獲得勝利。
- 仁王雅治（仁王雅治／Niou Masaharu）
- 日本配音員：增田裕生
- 台灣配音員：魏伯勤[45]→于正昇→蔣鐵城[3]（群英社版）／吳文民（曼迪版）
- 演員：呂游（中，任王）
- 舞台劇演員：中河內雅貴（初代）／中河內雅貴、和田泰右（日语：和田泰右）〈支援〉（第二代）【第一季】；久保田秀敏（日语：久保田秀敏）（第三代）【第二季】；後藤大（日语：後藤大）（第四代）【第三季】；蔵田尚樹（日语：蔵田尚樹）【新網音】

班級座號：3年B班14號　委員會：無
身高：175cm　體重：62kg　血型：AB　12月4日（射手座）
慣用手：左　打球類型：全方位型
拿手絕招：眼力、詭計發球、雷射光束、仁王幻象
被稱為「球場上的老千」，是立海最恐怖的存在。是個無法讓人摸透的人物。說的話裡混雜著廣島方言和高知方言，有著「噗哩」、「噗」這樣奇妙的口頭禪。嘴角有一顆痣。
相當擅長欺騙對手，還能夠高還原度地模仿他人的打球風格，讓對手以為看到了幻影，被幸村形容是個「連惡魔都騙得過的男人」，所使出的幻象等級是連那樣的幸村都到了最近才發現的能力。只是，卻有著因為他本身的能力不足而造成的模仿威力較弱的缺點。另外，使用著這個招數也使得他本身真正的實力還是謎底。
關東大賽決賽的D1運用了「交換身分」讓大石、菊丸陷入絕望。全國大賽決賽出戰S2對戰不二。透過幻象化為手塚，打出了「百鍊自得的絕招」等等難以模仿的招數，不過，「才氣煥發的絕招」卻被「心眼」所破。接著化成白石擊破五種回球，然後卻敗給了第六種回球「星火散花」。另外，在乾的噩夢中使出「星火散花」的是仁王。
動畫版的關東大賽並沒有使出交換身分，而是察覺出了菊丸那連青學成員都沒有發現的習慣，使得菊丸陷入苦戰。
新網球王子中的雙打淘汰賽被柳生識破耍詐因而落敗。回到合宿後，對戰一軍的陸奥兄弟時，化成菊丸的幻象跟大石同步共鳴。之後又化成陸奥兄弟「三胞胎」成功與陸奥兄弟同步共鳴取得勝利，獲得No.15的徽章。
一軍洗牌戰中化成手塚打出了原來在全國大賽打不出的「零式發球」，幻象幾可亂真逼近完美。另外也在跡部的引導下化成了樺地、龍馬、跡部。最後靠著自己得分取得勝利。成功向上取得一軍的徽章，不過因為化成手塚導致手受了重傷，必須移送到復健機構，幾乎是等於引退棄權。
取名的由來，姓氏是來自作者在網球俱樂部的朋友，名字則來自福山雅治。
- 丸井文太（丸井ブン太／Marui Bunta）
- 日本配音員：高橋直純
- 台灣配音員：符爽[46]、魏伯勤[5]／于正昇[36]→許雲雲[3]（群英社版）／吳文民（曼迪版）
- 演員：李晨捷（中，萬景）
- 舞台劇演員：桐山漣（初代）／紅葉美緒（日语：紅葉美緒）（第二代）【第一季】；安川純平（日语：安川純平）（第三代）【第二季】；大藪丘（日语：大薮丘）（第四代）【第三季】；川本光貴（日语：川本光貴）【新網音】

班級座號：3年B班16號　委員會：無
身高：164cm　體重：62kg（網球王子資料）→53kg（新網球王子資料）　血型：B　4月20日（牡羊座）
慣用手：右　打球類型：發球和截擊型
拿手絕招：神技‧走鋼索、秘技‧一柱擎天、妙技‧時間差地獄、奇幻城堡
典型的前衛選手。對自己截擊的技術有自稱「天才」的自信，不過被桃城和海堂回嘴說是凡人過。是同樣擅長截擊的芥川的目標。性格活潑孩子氣又樂觀。比賽中總是在嚼口香糖。口頭禪是「天才吧？」、「對吧？」
通常是跟桑原組成雙打，專門負責前衛攻擊。拿手絕招是稱為「神技」的「走鋼索」、「一柱擎天」和「時間差地獄」。
關東大賽決賽中出戰D2對上桃城、海堂，在重量訓練器都沒有拿下來的狀態下便獲勝了。全國大賽決賽出戰D1對上大石、菊丸。拿下了20kg重的重量訓練器認真對戰，不過卻敗給了發動「同步共鳴」的黃金組合。
新網球王子中的雙打淘汰賽打贏了桑原。一軍洗牌戰中和木手組成雙打對上君島、遠野。原本和木手配合得天衣無縫，然後途中卻遭到木手背叛，在網前祭出了銅牆鐵壁的守備招數「奇幻城堡」。其實在木手之外也跟君島進行了談判，希望能讓幸村的病進行完全根治的手術，交換條件是攻擊遠野的左膝，讓他再也不能打球。最後雖然落敗，不過卻獲得了遠野落下的一軍徽章。
- 胡狼桑原（ジャッカル桑原／Kuwahara Jackal）
- 日本配音員：檜山修之
- 台灣配音員：丘台名[4]→于正昇[20]→賀宇傑[5]→王俊博[3]→孫誠[47]（群英社版）／林谷珍（曼迪版）
- 演員：吳冠廷（中，桑原）
- 舞台劇演員：夕輝壽太（初代）／戶田慎吾（日语：戶田慎吾）（第二代）【第一季】；鹽田康平（日语：塩田康平）（第三代）【第二季】；川崎優作（日语：川﨑優作）（第四代）【第三季】

班級座號：3年I班12號　委員會：生物委員
身高：178cm　體重：69kg　血型：O　11月3日（天蝎座）
慣用手：右　打球類型：反擊型
拿手絕招：正面防守、老鼠砲擊球
特徵是因為巴西混血兒有的黑色肌膚還有光頭。以卓越的體能自號，因為超強的持久力被稱為「有四個肺的男人」。型格雖然冷靜，但是是個常常被隊友捉弄的勞碌命。
在雙打中負責守備，防守範圍大到讓對方難以得分。搧動海堂打出「迴旋蛇球」還能用同樣的方式回球。全國大賽時，在戴著重達20kg的重量訓練氣時打出了「老鼠砲擊球」。
新網球王子中的雙打淘汰賽敗給了丸井。
對丸井有特別的情感。
- 切原赤也

龍馬之外另一個可以使用單腳小碎步的立海大二年級王牌。平常是個滑稽喜歡開點玩笑、讓人無法討厭的人，然而一旦情緒高漲就會驟變成殘酷好戰的性格。喜歡挑戰「最短比賽時間」。
進入眼睛充血變紅時的「紅眼模式」集中力會大幅飛躍，力道跟速度也會完全不同。接著還會變成具有攻擊性，打出除了自己以外沒人知道球會飛向哪的「指節發球」，通常會打向對方身體，球風卑劣。另外，當自己在比賽中被耍的時候會猛然「惡魔化」，打出比紅眼模式還要無情的超攻擊型網球。
關東大賽的決賽前雖然在跟龍馬的非正規賽中達到「無我的境界」卻仍是吞下敗仗，和在一旁觀戰的桑原都遭到了鐵拳制裁。關東大賽決賽出戰S2對上不二，雖然達到「無我的境界」，卻因為無法成功操控而敗北。全國大賽準決賽出戰S2，從藏兔座的賽末點一路追分，再聽到對方對自己隊的批判以及嘲笑自己是海帶頭的言語（其實是翻譯的柳生擅自加油添醋）後「惡魔化」，一口氣追回七局，展現了壓倒性的能力。決賽在D2時也是，在海堂打出螺旋雷射球後因為仁王的海帶頭發言而「惡魔化」，之後開始瘋狂集中攻擊乾，直到對方棄權。
動畫版在關東大賽的準決賽打斷了橘的韌帶，決賽時也對不二宣稱要在13分鐘內打贏他。之後在日美親善大賽中出戰S1。
新網球王子中的雙打淘汰賽，無法從柳手中拿下任何一分，不過卻因為柳的棄權而獲勝。原先氣不下的他最後接受了柳的指示，發誓會爬到更高處而留了下來。不過柳和黑部教練都很擔心惡魔化對身心的影響。還是5號球場的球員時，在3號球場洗牌戰和白石出戰D2，對上松平、都組合。在白石良好的帶領下「天使化」，之後更保持著有意識的良性惡魔化獲得勝利。

### 非校隊
- 玉川芳雄（玉川よしお／Tamagawa Yoshio）
- 日本配音員：榎木淳弥

班級座號：2年
身高：174cm　體重：59kg　血型：AB　4月4日（牡羊座）
慣用手：右　打球類型：反擊型
拿手絕招：無
立海大附屬中學的二年級生，同時也是立海大附中網球社的下任社長。
- 浦山椎太（浦山しい太／Urayama Shita）
- 日本配音員：高瀨朝季（日语：高瀨朝季）
- 台灣配音員：詹雅菁

班級座號：1年　委員會：保健委員
身高：147cm　體重：43kg　血型：AB　7月3日（巨蟹座）
立海大附屬中學的一年級生。
新網球王子中登場，和堀尾、壇三人一起行動。

## 比嘉國中（沖繩縣）
社員總數：24人
顧問：早乙女晴美
社長：木手永四郎
副社長：甲斐裕次郎
會計：知念寬
將沖縄武術與潛水的耐力融入網球中。社員全體都會使用利用引力使得距離瞬間改變的「縮地法」。個個實力相當，但為了勝利卻還是會使出些許卑劣行為。在九州大賽中打敗強豪獅子樂國中，全國大賽中也以卑劣的戰法打敗六角，但在第二戰被青學打敗。
『新網球王子』中受邀參加U-17合宿的有木手、甲斐、田仁志、平古場、知念五人。
社員們都說沖繩腔，但台詞大多以標準話書寫。

### 校隊
- 木手永四郎

集結了學習沖繩武術的天才兒童成就今日的比嘉國中網球社的功臣。特徵是無上框眼鏡和冷酷的風貌。
為了勝利可以不求手段的冷酷打球類型，所以又被稱為「殺手」。有著單腳站立也一樣可以正常生活的極佳平衡感，所以可以達到「全方位的縮地法」（通常只能前後移動）。社員們的拿手絕招都是他教授的。
全國大賽第二戰出戰S1對上手塚。首盤占優勢，但是當手塚解放「百鍊自得的絕招」之後便大敗。
新網球王子中雙打淘汰賽威脅甲斐退出不戰而勝。一軍洗牌戰時因為和君島談判所以倒戈向一軍，因為丸井的成長看出獲勝的機會而又讓談判破裂。之後業和丸井和解，為了保護他而獨自承受了遠野的處刑法。
取名由來是來自奇天烈大百科的主角「木手英一」和沖繩民謠「工工四」。
- 甲斐裕次郎（甲斐裕次郎／Kai Yuujirou）
- 日本配音員：中村太亮
- 台灣配音員：符爽[34]→魏伯勤[50]→王俊博[3]
- 舞台劇演員：篠谷聖、今井恆允（日语：今井恒允）〈代演〉【第一季】；荒牧慶彦【第二季】；吉澤翼（日语：吉澤翼）【第三季】

班級座號：3年2班6號　委員會：學園祭執行委員
身高：175cm　體重：63kg　血型：B　8月27日（處女座）
慣用手：左(反手)　打球類型：反擊型
拿手絕招：縮地法、海盜的號角
戴著帽子和項鍊。情緒善變，平常是用右手打球，一旦認真起來就會變回原來習慣左手的反手拍方式，靠著奇異的方式玩弄對手。拿手絕招是學習自木手、靠著反手迴轉打出無法預測的高速球「海盜的號角」。
全國大賽首戰在S1和佐伯的比賽時，遵照早乙女的指示攻擊了老爹，導致六角全體的反感。全國大賽第二戰時在S2對上菊丸，雖然解放了反手仍然敗陣。
新網球王子中的雙打淘汰賽在木手的威脅下自動棄權。
- 田仁志慧（田仁志慧／Tanishi Kei）
- 日本配音員：上田燿司
- 台灣配音員：符爽
- 舞台劇演員：松崎裕（日语：松崎裕）【第一季】；友常勇氣（日语：友常勇気）【第二季】；高田誠【第三季】

班級座號：3年5班15號　委員會：無
身高：189cm　體重：106kg（網球王子資料）→114kg（新網球王子資料）　血型：A　10月23日（天秤座）
慣用手：右　打球類型：發球和截擊型
拿手絕招：縮地法、森巴舞步、大爆炸
本作少見的「胖子角色」，在「烤肉王子」中出現了「夾子吃法」，還有將乾汁乾杯，表現出了在網球以外的壓倒性飲食實力。拿手絕招是跟木手學來的強力一撃必殺發球「大爆炸」。
全國大賽在S3和龍馬對戰。靠著完美的森巴舞步移動巨大的身體，輕鬆回擊「外旋發球」。搶七決勝局中持續使用「大爆炸」，卻沒發現其實威力已經減弱，最後敗在「COOL截擊」之下。
新網球王子中的雙打淘汰賽敗給了知念。在落敗組的特訓過後瘦身判若兩人，可是一回到合宿就又復胖了。
- 平古場凜（平古場凛／Hirakoba Rin）
- 日本配音員：吉野裕行
- 台灣配音員：符爽、于正昇[51]→方榮鋒[3]（群英社版）／何志威（曼迪版）
- 舞台劇演員：齋藤康嘉【第一季】；染谷俊之【第二季】；岩城直彌（日语：岩城直弥）【第三季】

班級座號：3年2班25號　委員會：風紀委員
身高：172cm　體重：54kg　血型：AB　3月3日（雙魚座）
慣用手：右　打球類型：底線攻擊型
拿手絕招：縮地法、飯匙倩、大飯匙倩
性格自由奔放，不會特別在意最後的輸贏。
拿手絕招「飯匙倩」在擊球過後會產生複雜的軌道，而軌道變化更大的「大飯匙倩」也會造成手腕相當的負擔。
全國大賽在D2中和知念組成雙打對戰不二、河村。比賽一開始在木手的指示下故意攻擊了龍崎教練，不過卻被河村所阻止。中盤時早乙女再度下指示，不過卻無視早乙女的命令決定要先享受比賽。靠著「飯匙倩」成功主導比賽，在賽末點時打算靠「大飯匙倩」拿下比賽，卻被「蜉蝣包抄」給化解反擊，最後飯匙倩的威力衰退，因而敗北。
新網球王子中的雙打淘汰賽打贏了東方，不過卻完全不知道自己是跟誰比賽。
- 知念寬（知念寛／Chinen Hiroshi）
- 日本配音員：末吉司彌（日语：末吉司彌）
- 台灣配音員：賀宇傑、于正昇[24]
- 演員：林伊織（日语：林伊織）（日）
- 舞台劇演員：林野健志（日语：林野健志）【第一季】；吉岡佑（日语：吉岡佑）【第二季】；雷太（日语：雷太）【第三季】

班級座號：3年6班19號　委員會：美化委員
身高：193cm　體重：60kg　血型：A　6月29日（巨蟹座）
慣用手：右　打球類型：發球和截擊型
拿手絕招：縮地法
身材修長且顴骨突出，瀏海有一部分挑染白色。對戰葵的時候對他說「你個子太小，害我都看不到耶」，而後靠著「縮地法」壓倒性地完勝。在不二、河村戰中由於河村不斷地打出高吊球，最後性急落入圈套，反而給了河村打出波動球的機會。
新網球王子中雙打淘汰賽打贏田仁志。
- 不知火知彌（不知火知弥／Shiranui Tomoya）
- 日本配音員：井上優
- 台灣配音員：于正昇
- 舞台劇演員：園村將司（日语：園村将司）【第三季】

班級座號：3年1班13號
身高：179cm　體重：75kg　1月15日（魔羯座）
慣用手：右
是比嘉國中肺活量第一的球員，然而在乾、海堂戰中敗給了海堂的耐力。
- 新垣浩一（新垣浩一／Aragaki Kouichi）
- 日本配音員：加古臨王（日语：加古臨王）
- 台灣配音員：賀宇傑
- 舞台劇演員：松井遙己（日语：松井遥己）【第三季】

班級座號：2年4班2號
身高：169cm　體重：54kg　血型：A　5月21日（雙子座）
慣用手：左
是不知火的雙打搭檔。全國大賽中敗給乾、海堂組合。
OVA中由於失去耐力，加上中暑脫水而棄權。

### 網球社關係者
- 早乙女晴美（早乙女晴美／Saotome Harumi）（教練）
- 日本配音員：岩崎征實
- 台灣配音員：賀宇傑[34]→魏伯勤[14]

年齡：41歲
身高：173cm　體重：70kg　血型：B　9月14日（處女座）
慣用手：右
比嘉國中網球社顧問。平頭，相貌邪惡。言行舉止惡毒不像教師，會下指示要球員們攻擊對手學校的顧問。全國大賽第二戰的S1由於學校一勝也沒拿到而對校隊們口出暴言，起身要離開時激怒了木手，被木手以球打回了椅子上。
雖然對於受到別校顧問指責時沒有任何反省的行動，不過之後也跟著龍崎教練等人去吃了鱉肉。

## 四天寶寺中學（大阪府）
社員總數：48人
顧問：渡邊修
社長：白石藏之介　
社長接班人：財前光
副社長：小石川健二郎　
會計：金色小春　
會計輔佐：一氏裕次　
去年度全國大賽的前四強，準決賽時被立海大打敗。突出的個性以「勝者為王」的精神為主軸，在關西特有的搞笑風格下因為來自九州的千歲加入而擁有了壓倒性的破壞力。加油口號為「咚咚咚咚咚！四天寶寺！」。運動服為黃綠兩色，綠的部分有竹子的圖案，象徵「絕不屈服的心」。今年的關係大會大勝牧藤。全國大賽大破不動峰，但在準決賽輸給了青學。
『新網球王子』中受邀參加U-17合宿的有遠山、白石、千歲、石田、忍足、金色六人。之後，來到合宿的一氏、財前兩人也加入。
參考範本校為大阪府的女子學校：四天王寺國中。

### 校隊
- 白石藏之介

是個努力不懈的比賽高手，有著令人震懾的冷靜與集中力。作為社長的責任感，對勝利有著相當的執著。還是二年級生時就在夏季大賽出戰S1並擔任社長。會用繃帶包起的左手當作「毒手」來威嚇活蹦亂跳的金太郎，其實在繃帶下的是一年級時來自渡邊教練的純金製重量護套。口頭禪是「嗯嗯──痛快絕頂（Ecstacy）！」。
打球風格是忠實於基本的「完美網球」，因而被稱為「聖經」。為了團隊的勝利而追求完美，所以可以割捨一切私情，代價是會擔心不能開心地打比賽，但表面會裝作沒事。拿手絕招是會猛烈地橫向迴轉、使得球看起來有12顆的「圓桌旋風球」。
全國大賽準決賽的S3對戰不二。首盤靠著基礎球技壓倒性地輕鬆破解不二的四種回球。打到了白石的賽末點，接著被開始求勝的不二和進化的三大回球給一點一點的追上，由於不二的第五種回球百臂巨人守門員，一直無法將球回擊過網。隨著不斷的嘗試，回擊一點一點的上升，到了不二的賽末點時，白石的球終於越過了球網，成功破解了不二的第五種回球。最後，白石贏得了搶七決勝局，以7比6打贏了不二。
新網球王子中雙打淘汰賽打贏了謙也。還是5號球場的球員時，在3號球場洗牌戰中出戰D2，一開始被松平的「百花齊放」給壓著打，之後當切原開始惡魔化，為了履行和柳阻止切原惡魔化的約定而卸下了純金重量護套。之後發揮本領取得勝利。
在劇場版「決戰英國網球城！」中與手塚國光一同對戰克拉克團員，被作者巧妙的安排，意味著可能與手塚國光實力相當。
新網球王子中同與幸村精市在U-17合宿中唯二處於不敗的國中生。
- 千歲千里（千歳千里／Chitose Senri）
- 日本配音員：大須賀純
- 台灣配音員：魏伯勤[31]→符爽→蘇振威[3]（群英社版）／黃天佑（曼迪版）
- 舞台劇演員：磯貝龍虎〈A組〉、大山真志〈B組〉【第一季】；東啓介（日语：東啓介）【第二季】；江本光輝（日语：江本光輝）【第三季】；松島博毅（日语：松島博毅）【新網音】

班級座號：3年1班17號　委員會：美化委員
身高：190cm　體重：81kg　血型：A　12月31日（魔羯座）
慣用手：左　打球類型：全方位型
拿手絕招：神隱、無我境界、才氣煥發的絕招
到去年為止都還是獅子樂國中的學生，和橘被稱為「九州雙雄」，在三年級的四月時轉到了四天寶寺。說著熊本腔。完全的自由人。身材頎長又自然捲，左耳戴著耳環，總是穿著一支就重達6kg的鐵木屐。還在獅子樂就讀時，在練習賽中被橘的回球直擊右眼導致視力退化，還沒痊癒。
拿手絕招是藉由打出和地面垂直的縱向強勁旋轉球，讓球急遽上升而從視野中消失的「神隱」。能夠自由開啟「無我的境界」並積極地使用。另外，能夠開啟無我堂奧的三扇門之一「才氣煥發的絕招」。對無我有著高度的興趣，甚至會前往大學附屬醫院做腦波檢測。
全國大賽準決賽出戰S2對戰橘。發現橘因為自責而沒有將球打到他的視線死角，最後成功回擊「暴球亂舞」獲得勝利。準決賽前提出了退社申請，不過卻被渡邊以沒收到為由重新派上場出戰D1對戰手塚，然後手塚卻也能使用「才氣煥發的絕招」，打破了所有他的預言，使得他最後落敗。
新網球王子的雙打淘汰賽中因為金太郎失蹤不戰而勝。還是5號球場的球員時，在3號球場洗牌戰中出戰D1和橘讓對手感受到了「猛獸般的同步共鳴」。
- 石田銀（石田銀／Ishida Gin）
- 日本配音員：高塚正也
- 台灣配音員：賀宇傑[34]→符爽[13]→孫誠[3]（群英社版）
- 舞台劇演員：廣瀨友祐（日语：廣瀬友祐）〈A組〉、米山雄太〈B組〉【第一季】；山內圭輔（日语：山内圭輔）【第二季】；森一平（日语：森一平）【第三季】

班級座號：3年5班3號　委員會：營運委員
身高：187cm　體重：82kg　血型：A　1月25日（水瓶座）
慣用手：左　打球類型：底線攻擊型
拿手絕招：一百零八式波動球、波動球無效化
是個因為會在比賽前後像和尚一班地合掌所以被稱為「祖師爺」的光頭大漢。是四天寶寺網球社中的優等生。
是不動峰的石田鐵的哥哥，波動球的祖師爺，波動球的威力遠遠勝過自己的弟弟。一式波動球威力等同於河村的「衝刺波動球」，三式波動球就將河村打飛到了空中，二十三式之後的波動球都具有把對方打飛到觀眾席上的威力。另外，能夠將對手的波動球無効化。
經典台詞是「我的波動球可是多達一百零八式喔」。
全國大賽準決賽出戰S2對上河村。持續打出有著驚人破壞力的波動球，就算河村滿身是傷也沒有手下留情。因為他認為盡力打倒對手才是最高的敬意一種不脛。不過最後的結果就是負擔過大造成自己的手骨折而棄權。由於性格冷靜又禮儀端正，在比賽後便問了河村的醫院要去探病。
新網球王子中的雙打淘汰賽打贏了小春。一軍洗牌戰中對戰杜克。雖然打出了一百零八式波動球，仍輕鬆就被杜克全壘打打飛，最後棄權落敗。
- 忍足謙也（忍足謙也／Oshitari Kenya）
- 日本配音員：福山潤
- 台灣配音員：賀宇傑[34]→魏伯勤[13]→蔣鐵城[3]（群英社版）／歐祖豪（曼迪版）
- 舞台劇演員：植原卓也〈A組〉、水田航生〈B組〉【第一季】；碕理人（日语：碕理人）【第二季】；千田京平（日语：千田京平）【第三季】

班級座號：3年2班5號　委員會：廣播委員
身高：177cm　體重：63kg　血型：B　3月17日（雙魚座）
慣用手：右　打球類型：反擊型
拿手絕招：浪速網球
是忍足侑士堂弟。有著凌駕於神尾之上的飛毛腿，通稱「浪速的速度之星」。
常常跟侑士透過電話交換情報，全國大賽前還為了吹噓金太郎跟龍馬的能力而鬥嘴。全國大賽前八強出戰D2和石田銀組成雙打，對上神尾、石田鐵。還沒脫下重量訓練器就壓倒性地取得優勢，當神尾開始解放「猛獸氣息」後便也進入認真模式脫下了重量訓練器，將對手追擊至棄權。準決賽時原本要出戰D1，不過將出場機會讓給了千歲。
新網球王子的雙打淘汰賽中敗給了白石。在經過特訓後克服了原來不擅長的平衡感，回到合宿後，與桃城組成雙打對上了以前的學長平、原組合。起先被壓著打，之後在桃城打出「重量級重心垂直跳打法」後反敗為勝。取得了No.18的徽章。
- 金色小春（金色小春／Konjiki Koharu）
- 日本配音員：內藤玲
- 台灣配音員：符爽[34]→魏伯勤[13]（群英社版）／林柏昱（曼迪版）
- 舞台劇演員：西山丈也（日语：西山丈也）〈A組〉、飯泉學（日语：飯泉学）〈B組〉【第一季】；福島海太（日语：福島海太）【第二季】；森田力斗（日语：森田力斗）【第三季】

班級座號：3年8班9號　委員會：學生會會計
身高：170cm　體重：60kg　11月9日（天蠍座）
慣用手：右　打球類型：反擊型
拿手絕招：IQ網球、搞笑網球
特徵是平頭戴著眼鏡的超齡面孔。說話語調就像男大姐，比賽中會和搭檔一氏勾肩搭背甚至做出親吻的動作（偽同性戀），還會騷擾其他男球員激怒對方，不過其實全都是演技。不過在私底下總是會對喜歡的男生有著積極的行動。
IQ200的天才，對戰對手的資料全都記在腦袋裡，資料量還超越了乾。和一氏搭檔的「搞笑網球」式利用搞笑讓對手出現分心以進攻。
新網球王子中的雙打淘汰賽被石田銀的「七式波動球」打飛而敗北。
- 一氏裕次（一氏ユウジ／Hitouji Yuuji）
- 日本配音員：熊渕卓（日语：熊渕卓）
- 台灣配音員：魏伯勤[34]→賀宇傑[13]、于正昇[24]（群英社版）／吳文民（曼迪版）
- 舞台劇演員：平野良〈A組〉、植野堀まこと（日语：植野堀誠）〈B組〉【第一季】；杉江大志（日语：杉江大志）【第二季】；谷津翼（日语：谷津翼）【第三季】

班級座號：3年8班22號　委員會：趣事探索委員
身高：168cm　體重：59kg　血型：B　9月11日（處女座）
慣用手：左　打球類型：反擊型
拿手絕招：模仿網球、搞笑網球
頭上會綁著頭巾。對小春有著深深的執著，當小春愛上別的選手時就會說「劈腿嗎？」、「想死嗎」。和小春被稱為「同性戀軍團」（偽同性戀）。另外比賽之後也摸了小春的屁股，問到喜歡的類型也只回答小春的名字。
拿手絕招式「模仿網球」，能夠模仿對手的打球風格、招數、台詞、甚至連聲音都能擬真。會藉此誤導對手。另外，右撇子對手的招數也能用自己的左手成功發動。
新網球王子中因為擔心小春，拖著財前來到合宿，結果跟著被拉進落敗組。
- 財前光（財前光／Zaizen Hikaru）
- 日本配音員：荒木宏文
- 台灣配音員：于正昇、賀宇傑[36]→方榮鋒[3]（群英社版）／何志威（曼迪版）
- 舞台劇演員：佐藤永典〈A組〉、川隅美慎（日语：川隅美慎）→佐藤永典〈B組〉【第一季】；佐藤流司（日语：佐藤流司）【第二季】；廣野凌大（日语：廣野凌大）【第三季】

班級座號：2年7班14號　委員會：圖書委員
身高：167cm　體重：57kg　血型：A　7月20日（巨蟹座）
慣用手：左　打球類型：全方位型
拿手絕招：財前wonderful、手毬財前、財前木馬
被渡邊教練形容為「天才」。左右兩耳戴著跟奧運五環同色的五個耳環。有著會直接說學長小春和一氏「好噁心」，也直言河村是「青學的累贅」的毒舌。
全國大賽準決賽和千歲出戰D1，在這場手塚和千歲的變相單打中一度想要插手，不過卻完全無法得分，之後就沒有再出手。
OVA中還是一年級生時和小石川組成雙打對戰白石、謙也。雖然只打會一兩次網球卻能跟兩人打得勢均力敵，因而被稱為「天才」。
新網球王子中因為覺得太麻煩而拒絕了U-17的邀請。可是卻因為陪同一氏來到合宿，最後被拉進了落敗組。
另外還擁有喜歡將他人出糗模樣、醜態用手機拍下來的嗜好。
- 小石川健二郎（小石川健二郎／Koishikawa Kenjiro）
- 日本配音員：日野聰
- 台灣配音員：賀宇傑（群英社版）
- 舞台劇演員：安東秀大郎（日语：安東秀大郎）【第三季】

班級座號：3年4班10號　委員會：美化委員
身高：185cm　體重：73kg　血型：A　5月30日（雙子座）
慣用手：右
特徵是抓得高高並剃掉兩耳上方的髮型。
運用冷靜的判斷力支持著社長白石。另外，作為選手相當會判斷比賽的氣氛，提供讓球員相處融洽的建議。
- 遠山金太郎

全國大賽OVA的另一位男主角（官方和日版維基已確認），通稱「小金」。也被稱為「關西的超級新星」，是四天寶寺的一年級校隊。註冊商標是豹紋背心。天真爛漫的野生兒童，擁有一身可以把機車舉到頭上、能把高爾夫球桿給弄彎、打架打得過一大堆不良高中生與體格強壯的大人的怪力，而且還有一身能從靜岡縣跑步跑到東京去的一身體力。
打球方式充滿野性，白石說他「比我們四天寶寺任何人都還要強」。拿手絕招「宇宙超級無敵霹靂大絕招大車輪山嵐」，被石田銀形容「比我的一百零八式波動球還危險」。木製的舊球拍是他的「寶物」，相當珍惜這把球拍。
在關西大賽打倒了去年亞軍校牧藤學園的王牌萩，在全國大賽八強賽一球就破壞了跟越前勢均力敵的不動峰伊武的手。準決賽中沒有機會上場比賽，求情了一番才得與跟龍馬交手。能夠和進入無我的龍馬打得勢均力敵，最後兩人將球分成兩半結束比賽。決賽時在龍馬還未能趕回來時挑戰了幸村，結果敗給了披在肩上的外套完全沒掉下來的幸村。
新網球王子中原本應該是要跟千歲進行雙打淘汰賽的，不過因為要跟龍馬去找廁所而脫隊落選，碰到了正在跟德川練球的鬼，於是向鬼進行挑戰，雖然讓鬼認真拿出了正常的球拍，最後還是輸給了鬼。回到合宿後挑戰了袴田，使出了「百萬噸超級神奇華麗技火山爆發球」。在袴田的「消失」下苦戰，最後獲得勝利得到了No.14的徽章。一軍洗牌戰對戰鬼，即使輸給了使出全力的鬼，卻因為進入了天衣無縫的絕招而讓人看到了他的發展性。
U17世界杯决赛当中和大曲龙次搭档出战双打二号与马尔斯和塞达对决并败于对方手上，远山吃下了他在正式比赛里唯一的一场败仗。
是原本作品設定的男主角，而龍馬則是他的對手。角色名稱來自時代劇『遠山の金さん』。

### 網球社關係者
- 渡邊修（渡邊オサム／Watanabe Osamu）（教練）
- 日本配音員：遊佐浩二
- 台灣配音員：符爽、賀宇傑[52]（群英社版）／黃天佑（曼迪版）
- 舞台劇演員：君澤由紀（日语：君沢ユウキ）【第二季】；碕理人（日语：碕理人）【第三季】

年齡：27歲
身高：177cm　體重：63kg　血型：O　3月6日（雙魚座）
慣用手：右
四天寶寺國中網球社的顧問。通稱「阿修」。思考模式自由，社團口號「勝者為王！」也是由他提倡。將白石任命成社長，並交給了他純金重量護套，另外也告訴小春和一氏作為雙打就要密不可分，雖然他本人說自己沒有這麼說過。臉上有著鬍渣並戴著玫瑰花紋的鬱金香帽，總是叼著菸，有著跟一般國中教師、運動社團顧問不同的獨特思路。
名字由來是演唱劇場版主題曲的SCRIPT的佐佐木收和渡邊崇尉。

## 城成湘南學園國中部（神奈川縣）
社員總數：35人
顧問：華村葵
社長：梶本貴久
副社長：若人弘　
會計：戶田直人
身體管理組長：桐山大地
動畫版原創的學校，與青春學園交手，敗北。
漫畫版劇情是2比3敗給綠山中學。沒有遭遇青春學園。

### 校隊
- 梶本貴久

城成湘南的部長，三年級。一直在負責解說，唯一知道的是他有控制肌肉和韌性的能力，發球姿勢彎腰向下呈拱橋狀且速度很快(高達195公里)，第102集街頭網球場和觀月組合雙打對付桃城海堂組合，但實力卻似乎一直有意隱藏。
- 若人弘

他在一年級的時候被認為是個沒什麼特點的球員,後來華村教練發現他的模仿能力極強（模仿著名網球運動員）， 開始對他進行這方面訓練．在和海堂的比賽中，先後使用了多位名选手的風格，最後甚至模仿海堂的風格。
- 神城玲治 （神城玲治／SHINJOU RENJI）（3年）
- 日本配音員：笠原龍司（日语：笠原龍司）
- 台灣配音員：魏伯勤[55]、于正昇[56]（群英社版）／歐祖豪（曼迪版）
- 演員：俞思遠（中，申辰）

被華村教練稱為最出色的作品，沒有什麼興趣愛好，很機械的一個人．擅長用同樣的姿勢打出各種力量（幻影式打法），旋轉不同的球來迷惑對方（海市蜃樓），在華村教練沒來之前，使用破壞力很強的絕招(深層動力)，但因為對其他網球選手來說太危險所以被教練封印。
- 太田翔 （太田翔／Oota Kakeru） （2年）
- 日本配音員：内藤玲
- 台灣配音員：丘台名（群英社版）
- 演員：陳文杰（中，泰田）、徐剛（中，鐵河）

身高矮小(比越前矮)，但有驚人的跳躍力，與桐山發明出雷電擊球(因入射角是78.5度就像閃電一樣因而叫雷電擊球)。
- 桐山大地 （桐山大地／Kiriyama Daichi）（2年）
- 日本配音員：岩間健兒（日语：岩間健兒）
- 台灣配音員：符爽（群英社版）
- 演員：郭林（中，童山）

身高達192公分，與太田發明出雷電擊球(因入射角是78.5度就像閃電一樣因而叫雷電擊球)。
- 田中洋平 （田中洋平／Tanaka Youhei） （3年）
- 日本配音員：樋口智恵子
- 台灣配音員：詹雅菁（群英社版）
- 演員：馬海生（中，楊平）

雙胞胎中的哥哥，紅色短頭髮。
反射神經、連結力都相當敏捷快速，只要眼睛、耳朵看及聽到發球、回球的景象、聲音，就知道落地點。
- 田中浩平 （田中浩平／Tanaka Kouhei） （3年）
- 日本配音員：三桥加奈子
- 台灣配音員：傅曼君（群英社版）
- 演員：郜曉晨（中，楊安）

雙胞胎中的弟弟，藍髮綁馬尾。
反射神經、連結力都相當敏捷快速，只要眼睛、耳朵看及聽到發球、回球的景象、聲音，就知道落地點。

### 網球社關係者
- 華村葵（華村葵／Hanamura Aoi）（教練）
- 日本配音員：山像かおり（日语：山像かおり）
- 台灣配音員：雷碧文（群英社版）／張乃文（曼迪版）
- 演員：沈傲君（中，華村）

城成湘南中學網球部教練，將德國與比利時的組合式訓練概念帶入此校，同時也把學生當成作品，認定神城是她「最完美的作品」。

## 綠山中學（琦玉縣）
社員總數：28人
顧問：風間春樹
社長：季樂靖幸
副社長：源拓馬
身體狀況管理員：森宮雅紀
特別訓練長：季樂泰造
動畫版沒有遭遇青春學園，僅在原作漫畫及遊戲中出現。
雖是支以二年級生為中心的年輕球隊，卻在職業教練的指導下展現出球技精湛不凡的實力。
以毅力擠進全國大賽卻未取得聖績，標榜打網球要有效率的綠山，習得蠻幹的拚進後終於得以挺進全國大賽。可惜不知是否被全國大賽獨特的氣氛給壓倒而未能發揮出原有的實力。
全國大賽首戰敗給上州院大附屬清水。

### 校隊
- 季樂靖幸

2年級，前職業網球選手泰造的兒子，雖網球姿勢漂亮且控球技巧也相當厲害，精神層面卻明顯不足，對網球也沒有發自內心的熱情、熱愛。
關東大賽單打3，最後以1比6敗給青春學園的龍馬。
- 源拓馬

2年級，關東大賽與羽生的雙打1，最後以3比6敗給青春學園的菊丸、桃城組合。
- 北村航

2年級，關東大賽與高瀨的雙打2，最後以1比6敗給青春學園的乾、海堂組合。
- 高瀨勝人

2年級，關東大賽與北村的雙打2，最後以1比6敗給青春學園的乾、海堂組合。
- 羽生一斗

2年級，關東大賽與源的雙打1，最後以3比6敗給青春學園的菊丸、桃城組合。
- 昆川純平

2年級，關東大賽單打2，卻因同時進行的前三場比賽都落敗，故無與河村比賽。
- 津多茜

2年級，關東大賽單打1，卻因同時進行的前三場比賽都落敗，故無與不二比賽。

### 網球社關係者
- 季樂泰造（教練）

綠光網球社的教練，平時戴著不反光的墨鏡和鴨舌帽。
稱呼越前南次郎為「前輩」。與南次郎對話中，表示對孩子對網球沒有發自內心的愛而感到無奈。從小就對靖幸菁英培育，後來認為自己只是一廂情願的將夢想加諸在孩子身上，想要跟靖幸對打一場，試著讓靖幸了解網球的樂趣。

## 美國隊

### 正式選手
- 凱文•史密斯 （ケビン・スミス／Kevin Smith）
- 日本配音員：木內玲子
- 台灣配音員：丘台名

他的父親曾被龍馬的父親打敗，所以視龍馬為敵人。他自小就接受他父親的嚴格訓練。絕技是外旋發球、單腳小碎步、A字抽球（短爆截擊）、腳邊截擊（B字抽球）、幻象球。基本上龍馬的所有招式他也能使出(但是他不能使出龍捲風殺球)。在動畫版中，最後的激戰中進入了｢無我境界｣，把龍馬的龍捲風殺球以棕熊落網反擊，令龍馬回想起與不二一戰的情景。他與龍馬的比賽只是一分之差（第十三局7比6，龍馬勝）。
KEVIN這個名字的國際通用中文譯法是——凱文。而大陸卻根據日語發音直接譯作“凱賓”（因為日語裏V和B同音）。
- 比利•凱西帝 （ビリー・キャシディ／Billy Cassidy）
- 日本配音員：風間勇刀
- 台灣配音員：魏伯勤

綽號：攻擊的王子
拿手絕技：套牛繩索發球，獵槍截擊(凌空跳起扣殺對方的扣殺球)
從小住在鄉下地區，來到都市後參加一次的宴會偶然看見史蒂芬妮，對史蒂芬妮有強烈的好感。
- 麥克•李 （マイケル・リー／Michael Lee）
- 日本配音員：千葉一伸
- 台灣配音員：丘台名

背景：出生大富之家(跟跡部一樣)，從小接受武術訓練，被稱為新生代大師。受父親的影響，從小就知道弱肉強食的道理。不管對別人或對自己都十分嚴格。
國籍：中國
拿手絕技：超卓的速度和反射神經。
- 湯姆•葛利菲 （トム・グリフィー／Tom Griffey）
- 日本配音員：山嶋一成（日语：小嶋一成）
- 台灣配音員：于正昇

綽號:美麗的選手，是泰利•葛利菲的哥哥。
兄弟兩擁有英俊的外表。
從小因為父母去世，和弟弟一起被阿姨收養相依為命，看見弟弟時常因為撿回來的東西不夠值錢遭到阿姨的施暴，覺得氣憤，但在弟弟偶然一次撿到網球拍兩支、網球一顆，對從小沒玩具的兩人來說就像「聖誕老公公遲來的聖誕禮物」，兩人在玩網球時，阿姨監視著，阿姨利用兄弟倆來進行街頭網球表演來賺錢，貝克先生看見兩人的才華，拿出一大筆錢從阿姨那將兄弟倆買走。
- 泰利•葛利菲 （テリー・グリフィー／Terry Griffey）
- 日本配音員：伊藤舞子（日语：伊藤舞子）
- 台灣配音員：李明幸

綽號:美麗的選手，是湯姆•葛利菲的弟弟。
兄弟兩擁有英俊的外表，卻同時擁有貌似女性的美麗外貌、中性的聲線。
從小因為父母去世，和哥哥一起被阿姨收養相依為命，常因為撿回來的東西不夠值錢遭到阿姨的施暴，卻覺得只要能跟哥哥在一起這一切都無所謂甚至感到滿足，但偶然一次撿到網球拍兩支、網球一顆，對從小沒玩具的兩人來說就像「聖誕老公公遲來的聖誕禮物」，兩人在玩網球時，阿姨監視著，阿姨利用兄弟倆來進行街頭網球表演來賺錢，貝克先生看見兩人的才華，拿出一大筆錢從阿姨那將兄弟倆買走。
- 波比•馬克斯 （ボビー・マックス／Bobby Max）
- 日本配音員：金子はりい（日语：金子はりい）
- 台灣配音員：符爽

擁有巨大的身軀。
曾打過許多美國最具代表性的運動，是個很有才能的頂尖高手。
個性很容易激動暴躁，常常容易對運動比賽稍微對自己不利的小小判決不滿容易生氣，搞得常常跟敵方球員打起架害得自己待過的任何種類的運動的球隊連續禁止出賽，後來被貝克先生看上他的天分挖角過來打網球。
- 阿諾德•伊格尼秀夫 （アーノルド・イグニショフ／Arnold Ignashov）
- 日本配音員：松本吉朗（日语：松本吉朗）
- 台灣配音員：魏伯勤

原先是不良少年，經過美國代表教練兼領隊的培訓之下，練就出對手擊出的網球落點幾乎都能百分之百的掌握並回擊。:外號｢網球機器.鋼鐵蠍子｣，後敗於不二 周助的三種回球招式。顯示出縱然對球的落點能夠掌握，但是如果只一味的追求此伎倆，碰到高手也是會有被擊破的時候。

### 隊伍關係者
- 李察德•貝克 （リチャード・ベイカー／Richard Baker）（老闆）
- 日本配音員：西前忠久
- 台灣配音員：符爽

美國隊的帶領者-老闆。
對於選手的命令是絕對的，將選手當成表演者，比賽是表演，認為輸贏不代表一切，重要的是擄獲觀眾的目光。

## 其他校

### 玉林中學（東京都）
在地區預賽敗給青學。
- 泉智也（泉智也／Tomoya Izumi）
- 日本配音員：內藤玲
- 台灣配音員：符爽

深藍髮綁著馬尾。
曾在街頭網球和布川組成雙打戰勝越前、桃城，但卻在地區預賽與青學的雙打2時輸給越前、桃城。
- 布川公義（布川公義／Kimiyoshi Nunokawa）
- 日本配音員： 木內秀信
- 台灣配音員：魏伯勤

金髮。
曾在街頭網球和泉組成雙打戰勝越前、桃城，但卻在地區預賽與青學的雙打2時輸給越前、桃城。

### 柿木中學（東京都）
地區預賽種子學校，但敗給不動峰。
- 九鬼貴一（九鬼貴一／Kiichi Kuki）
- 日本配音員：竹本英史
- 台灣配音員：于正昇

名言「不是你太弱，是我太強了！」

### 銀華中學（東京都）
在東京都大賽準決賽遇上青學，因全員肚子痛棄權，青學不戰而勝。
- 福士滿（福士ミチル／Fukushi Michiru）
- 日本配音員：岸尾大輔

單打一選手，在非正式比賽中被龍馬打敗。

### 名古屋星德學園（愛知縣）
星德學園網球部全隊就有七名海外交流生，全國大賽擊敗山吹、黑潮。晉級全國大賽四強，敗給立海大。
- 利利亞丹德·藏兔座（リリアデント・クラウザー／Ririadento Crowther）
- 日本配音員：柿原徹也
- 台灣配音員：賀宇傑→蘇振威[3]

- 舞台劇演員：新谷デイビッド（日语：新谷デイビッド）【第三季】；新谷デイビッド（日语：新谷デイビッド） 【新網音】

拿手絕招：北極光、齒輪發球、磔刑伺候
1年級，名古屋星德網球隊的隊員，七名海外交流生之一，在單打三的比賽中對陣立海大二年級切原赤也。比賽一開始藏兔座處於壓倒性的優勢，以5比0大比分領先，並在第6局賽點時，以殺技將切原赤也“釘”在網球場圍牆上。藏兔座的強大終於逼出了切原赤也的“紅眼惡魔”模式，在最後關頭被切原反超，以5比7敗北。 （《網球王子》漫畫338話） 球風凌厲冷酷，素有“冰人”之稱。身為國中一年級，卻已經成為名古屋星德校隊的王牌主力，無論在全國大賽還是U-17訓練場，都展現了他在網球方面巨大的發展潛力。得意球技是回擊球擦著地面跳起來給予對手猛烈一擊，如同轉動的齒輪一般將對手在瞬間擊潰。這一球技將對手打在網球場的圍牆上，形成一個人形十字架形狀，因為有著這種冷酷的球風，藏兔座被稱為“ice man”。
後來在集訓時和龍馬、金太郎同寢，和龍馬都用英文交談，這令金太郎很困擾。
新網球王子中受邀參加U-17合宿。

### 六里丘中學（愛知縣）
全國大賽僅擊敗舞子坂，第二戰敗給立海大。
- 牛田鐵夫（牛田鉄夫／Tetsuo Ushida）
- 日本配音員：高木俊
- 台灣配音員：于正昇[31]→魏伯勤[57]

3年級，全國大賽前，曾公然說一些選手的壞話，而和海堂、柳生起爭執。全國大賽完敗立海大附中。
- 宮瀨智則（宮瀬智則／Tomonori Miyase）
- 日本配音員：吉野裕行
- 台灣配音員：魏伯勤[31]→賀宇傑[42]

### 獅子樂中學（九州縣）
橘、千歲以前曾就讀的學校，在全國大賽首戰敗給冰帝學院。
- 大丸大吉（大丸大吉／Daikichi Daimaru）
- 日本配音員：藤原滿
- 台灣配音員：符爽

在手塚前往九州復診時，挑釁手塚、千歲美雪的獅子樂中學網球社選手其中一人。

### 聖伊卡洛斯學院（山形縣）
全國大賽首戰敗給山吹中學。
- 坂田·理察德（リチャード・坂田／Richard Sakata）
- 日本配音員： 津田英佑（日语：津田英佑）
- 台灣配音員：符爽[34]→于正昇[22]

3年級，海外交流生，日裔英國人。
擁有敏捷的腳程速度，全國大賽面對山吹國中的千石，最後4比6敗陣。
新網球王子中受邀參加U-17合宿。

### 牧藤學園（兵庫縣）
上屆的全國大賽的亞軍學校，但本屆首戰就敗給不動峰。
- 門脇悟（門脇悟／Satoru Kadowaki）
- 日本配音員：待確認
- 台灣配音員：賀宇傑

3年級，稱號「超級網球」。全國大賽遭遇不動峰學園，4比6敗給深司。
新網球王子中受邀參加U-17合宿。

### 椿川學園（北海道）
北園壽葉（北園寿葉／Kitazono Kotoha）
- 日本配音員：金井真理子（日语：金井真理子）
- 台灣配音員：傅曼君

椿川学園中網球部的女經理。

## 其餘相關人物

### 越前家
- 越前南次郎

龍馬的父親，性格開朗，好色又有點孩子氣。青學網球部的OB，和龍馬一樣師從龍崎堇。是傳說中的網球選手，在年幼時已開創二刀流以克服反手較差的問題。後來希望到美國完成『偉大的夢想』，到了美國認識了他的妻子，連勝37場比賽成為「傳說中的武士」，期間啟動了無我境界的天衣無縫之極致。之後因為找到另一個『偉大的夢想』〈龍馬〉，於是放棄職業網球。
- 越前倫子（越前倫子／Echizen Runko）
- 日本配音員：中尾友紀（日语：中尾友紀）[58]→皆川純子
- 台灣配音員：傅曼君[58]→詹雅菁→李明幸[11]〈代〉（群英社版）

本名竹內倫子，因為學網球的關係而認識南次郎，兩人自由戀愛後結婚。
- 越前菜菜子 （越前菜々子／Nanako）
- 日本配音員：水野理纱
- 台灣配音員：傅其慧[1]→雷碧文[2]（群英社版）／雷碧文（曼迪版）
- 香港配音員：鄭家蕙
- 美國配音員：Stephanie Sheh

在前傳名稱設定中為「龍崎菜菜子」，原先在本傳一直尚未提到菜菜子的姓氏，最後在《網球王子20週年紀念資料專集：TENIPURI PARTY》已證實「越前菜菜子」此名稱。
龍馬的表姊，是漂亮的女子大學生，因就讀的學校離家很遠，於是暫時寄宿在越前家。
- 越前龍牙

原為「二人武士」的劇場版原創角色，在一些動畫原創劇情也有稍稍露臉，後來原作將龍牙加進「新網球王子」連載漫畫劇情中。
龍馬的義兄(原著新網球王子113話說明有血緣關係，似乎是親戚)，南次郎的養子。
在「兩人武士」中作為龍馬的對手，實力可是十分接近年輕時的南次郎，簡單就看破了龍捲風殺球。
角色在新網球王子中以一軍N0.4的身分再次出現(首次在漫畫登場,但在動畫OVA浪速王子中龍馬去往美國時曾與龍馬碰過面)，並為龍馬解圍，且在龍馬被趕出合宿之後邀請他一起去當U-17美國代表，龍馬回歸日本代表隊後，就離開美國代表隊，之後加入了西班牙代表隊。
- 卡爾賓（カルピン／Karpin）
- 日本配音員： 中川玲（日语：中川玲）
- 台灣配音員：傅其慧[1]

越前家的寵物。2歲，公貓。
品種為喜馬拉雅貓，最喜歡龍馬買的逗貓棒。

### 網球月刊記者
- 井上守
- 日本配音員：鄉田穗積
- 台灣配音員：符爽
- 香港配音員：盧雄
- 美國配音員：Jack Bauer
- 舞台劇演員：北代高士（日语：北代高士）【第四季】

非常崇拜、尊敬越前南次郎，是南次郎的忠實球迷。
雖然自身球技不怎麼樣，但對於許多運動基礎技巧、原理非常了解，時常在比賽中扮著解說者，對於自己的工作也非常盡職，報導內容不隨便、馬虎、八卦。
動畫版登場比原作多。
- 芝砂織
- 日本配音員：並木法子
- 台灣配音員：詹雅菁[10]／李明幸[11]〈代〉
- 美國配音員：Wendee Lee
- 演員：劉泳希（莎莎，網球少年）

是名愛漂亮卻愛發牢騷的年輕女記者。對於工作態度、網球知識雖不如井上，但也是很有熱忱的新人，卻很容易在觀看比賽時不小心被選手們的帥氣樣貌、奇特華麗球技吸引著迷而忘記自身是記者，攝影機裡時常只有拍到自己喜歡的選手樣貌特寫。
動畫版登場比原作多。

### 其餘相關人物
- 手塚國一
- 日本配音員：置鮎龍太郎
- 台灣配音員：符爽

手塚國光的祖父，個性祖孫倆非常雷同。
- 不二由美子
- 日本配音員： 中尾友紀（日语：中尾友紀）→甲斐田幸
- 台灣配音員：詹雅菁[4]→傅曼君[20]

是個年輕貌美的女性，不二周助和不二裕太的姐姐，占卜非常的準。
從劇場版附贈的短篇可以看的出來是個會替弟弟瞎操心的姐姐。
- 菊丸的姐姐
- 日本配音員：中尾友紀（日语：中尾友紀）
- 台灣配音員：詹雅菁

菊丸的姐姐。
- 河村的父親
- 日本配音員：木內秀信
- 台灣配音員：符爽
- 演員：渡邊哲（日语：渡邊哲）（日，台灣配音：符爽）／袁苑（中，何春龍父）

河村隆的父親，也是河村壽司的現任老闆。
- 海堂葉末
- 日本配音員：喜安浩平
- 台灣配音員：傅曼君

海堂的弟弟，海堂家除了女性，男性五官大致相同。
- 堀尾純平
- 日本配音員： 山崎樹範（日语：山崎樹範）
- 台灣配音員：賀宇傑

是堀尾聰史的哥哥(OVA是堂哥)。
在半路上遇到前往全國大賽會場的遠山金太郎，在聽到金太郎口中的「超前」，意外發現就是弟弟堀尾平常提到的非常厲害的一年級「越前龍馬」。
原遠山金太郎和越前龍馬在準決賽的單打1對戰，但因為四天寶寺前四場已先1：3戰敗，準決賽已提前結束。
使金太郎無法跟越前對打，金太郎卻還是想跟龍馬一較高下，一起跟金太郎拜託在場的其他人至少讓他們比一場。
- 亞久津優紀
- 日本配音員：寺田はるひ
- 台灣配音員：傅曼君

亞久津仁的母親。
- 真田弦右衛門
- 日本配音員：楠大典
- 台灣配音員：于正昇

真田弦一郎的祖父，視手塚國一為對手。
- 真田左助
- 日本配音員：寺川愛美
- 台灣配音員：雷碧文

真田弦一郎的姪子，都稱呼弦一郎為「大叔」。
- 白石友香里
- 日本配音員：中津夏莉子（日语：中津夏莉子）
- 台灣配音員：雷碧文

白石藏之介的妹妹，都稱呼白石為「小藏」。
- 千歲美雪
- 日本配音員： 佐藤利奈
- 台灣配音員：傅曼君[34]→雷碧文[36]→詹雅菁[60]

九州雙雄之一千歲千里的妹妹。
皮膚跟哥哥千歲一樣稍微黝黑，帽子底下綁著雙馬尾，個性平時男孩子氣。
手塚在前往橘 桔平介紹（特意安排）的九州醫院復建，半路上發現球場旁的椅子上放著網球拍擅自拿起來對壁練習，被主人千歲美雪發現當場當成小偷，因為手塚老實不反駁的還回，所以不把手塚當成壞人，卻已習慣性稱手塚為「小偷哥哥」。
個性平時雖活潑，但只要一比賽會非常失常，導致比賽成績不理想，手塚大致判斷稱「易普」，可是為了保護手塚，雖了解自身的能力還不及向手塚挑釁的獅子樂中學的國中選手，但還是勇敢奮戰，無意間控制自身的「易普」症狀，也讓手塚的內心深處感受到了覺悟。
- 佐佐部
- 日本配音員： 松本吉朗（日语：松本吉朗）
- 台灣配音員：符爽
- 美國配音員：David Lodge
- 演員：篠田光亮（日语：篠田光亮）（日，台灣配音：魏伯勤）
- 舞台劇演員：かつお、松村武司

高中的網球選手，父親是全國高中大賽的亞軍，但父子倆網球和沙灘排球動畫版單元都曾敗在給龍馬，跟父親一樣態度傲慢、不服輸，為了勝利而不擇手段喜歡耍出一些卑鄙的手段。
- 佐佐部的朋友
- 日本配音員：下崎紘史、鶴岡聰
- 台灣配音員：魏伯勤、丘台名

故事開頭，於佐佐部一同登場。
- 佐佐部的父親
- 日本配音員： 小村哲生（日语：小村哲生）
- 台灣配音員：于正昇[61]→符爽[62]

曾經是全國高中大賽的亞軍，在網球俱樂部找勝郎的父親麻煩，結果被龍馬用網球比賽修理一頓。
動畫版網球手稱號自稱目黑的黃金獵犬，而打沙灘排球而自稱為千葉的黃金海狗。
- 巧克力
- 日本配音員：長滨滿里子、中尾友紀（日语：中尾友紀）、平野智惠（日语：平野智惠）、太田佳織（日语：太田佳織）
- 台灣配音員：傅曼君、雷碧文、詹雅菁、雷碧文

菊丸喜歡的四人女子偶像團體。
- 喬治·史密斯
- 日本配音員： 松本吉朗（日语：松本吉朗）
- 台灣配音員：于正昇

凱文·史密斯的父親。
- 漢娜·艾辛海默
- 日本配音員：待確認
- 台灣配音員：傅曼君

手塚的復健指導員，是手塚想介紹給青學大家認識的人。漢娜原先是網球職業選手，但後來在職業網壇遭受打擊後隱退，而手塚的主治醫生則希望她能重新振作回歸職業網壇。
- 中村善丞
- 日本配音員：內藤玲
- 台灣配音員：于正昇

為美國隊那邊主要的贊助者。
- 史蒂芬妮
- 日本配音員：待確認
- 台灣配音員：李明幸

是美國一位大富門的千金。
比利•凱西帝非常喜歡的女性，雖然比利、麥克在跟真田、跡部的對戰中以5：7落敗，但史蒂芬妮卻覺得這是比利有生以來最好的一場比賽，感受到比利的心意，表示自己開始想學習網球，想請比利教導。
- 羅德
- 日本配音員：喜安浩平
- 台灣配音員：符爽

髮色金髮、長相像桃城、聲音像海堂的美國人。
- 洛克
- 日本配音員：小野坂昌也
- 台灣配音員：于正昇

膚色黑色、長相像海堂、聲音像桃城的美國人。
- 肯恩
- 日本配音員：金田晶
- 台灣配音員：詹雅菁

龍馬在美國認識的少年。
- 麗莎
- 日本配音員：優希（日语：優希）
- 台灣配音員：詹雅菁

金髮、臉上有雀斑，龍馬在美國認識的少女。

## 劇場版原創人物

### 二人武士The First Game
- 越前龍牙

參照其餘相關人物「越前龍牙」。
- 櫻吹雪彥麻呂
- 日本配音員： 西岡德馬（日语：西岡德馬）
- 台灣配音員：符爽（群英社版）／林谷珍（曼迪版）

「二人武士」的劇場版原創角色，豪華遊輪的船主。
邀請知名度很高的青春學園來到豪華遊艇跟自己找來的各國菁英的高中網球選手（包含越前龍牙）來進行自己豪華遊艇舉辦的網球比賽，其目的是在網球賭注中知道來參加豪華遊艇中的各大股東大部分都會賭青春學園勝利的比率比較高，一開始就打算故意請青春學園輸掉比賽來賺取大量的賭金。
後來也漸漸被青學九人發現目的，真實身份不是有錢人，豪華遊艇的料理、擺設也都只是假扮出來，甚至還威脅青學等人，但到最後還是被逮捕了。

### 決戰英國網球城！
- 林修
- 日本配音員：大東俊介
- 台灣配音員：于正昇（群英社版）／吳文民（曼迪版）

「決戰英國網球城」的劇場版原創角色，中國人，原克拉克成員之一。
從小因為父親工作關係搬來到英國，在英國語言不通所以很難跟同儕打成一片，後來基斯來主動相處，慢慢跟基斯成為朋友甚至組成網球雙打，但因為某次網球比賽意外，造成跟基斯兩人無法參加任何的網球比賽，跟基斯一起誤入歧途組成克拉克招攬跟他們一樣處境的網球選手到處破壞網球比賽。
在某次看見一位網球選手因為自己而受重傷甚至放棄網球，心中才發現自己已誤入歧途，決定脫離克拉克時，甚至救了被基斯等人攻擊的越前龍馬、桃城 武，並決定自己要去了解這一切，覺得基斯會變成這樣自己該付一點責任。
- 基斯
- 日本配音員：早乙女太一
- 台灣配音員：賀宇傑（群英社版）／宋昱璁（曼迪版）

「決戰英國網球城」的劇場版原創角色，克拉克首領，帶領克拉克的成員到處破壞網球比賽。
原本是各國非常看好的選手，實力擁有職業級選手的水準，以前跟修共同組成雙打一起參加各式各樣的比賽，但因為某次比賽對手故意針對攻擊修，所以一氣之下反擊攻擊對手，使對手受重傷。結果跟修在國內被取消任何網球比賽資格，對這個社會感到絕望，認為不會再有人會接受他們。
- 彼得
- 日本配音員：入野自由
- 台灣配音員：魏伯勤（群英社版）／錢欣郁（曼迪版）

「決戰英國網球城」的劇場版原創角色，克拉克成員之一。

## 新網球王子角色列表

### U-17日本代表正選（一軍）
- 平等院鳳凰（No.01）
- 日本配音員：安元洋貴
- 台灣配音員：孫誠（群英社版）／林谷珍（曼迪版）
- 舞台劇演員：佐々木崇（日语：佐々木崇）、藤田玲（日语：藤田玲）【新網音】

是U-17中實力最強的一個。過去曾經輕鬆打敗德川一矢，發球威力足以破壞牆壁，能在與實力相當的對手比賽中提高實力。兩年前，曾在U-17日本合宿時與鬼十次郎對戰，結果戰敗。透過懸崖上的特訓，快速地強大起來。海外遠征時在背後留下了嚴重的傷。
- 種島修二（No.02）
- 日本配音員：上山竜治（日语：上山竜治）
- 台灣配音員：符爽[22]→巫玉羚[3]（群英社版）／吳文民（曼迪版）
- 舞台劇演員：秋澤健太朗【新網音】

是U-17中鬼十次郎唯一贏不過的人，因討厭坐飛機而放棄海外比賽，選擇留在一號場地。
得意技為「已滅無」，具有讓任何招式全都無效化。
U-17世界盃開幕前還是討厭坐飛機而改搭船直到U-17世界盃日本對德國熱身賽結束後才到。
- 杜克渡邊（No.03）
- 日本配音員：桧山修之
- 台灣配音員：蔣鐵城（群英社版）／吳文民（曼迪版）
- 舞台劇演員：大久保圭介（日语：大久保圭介）【新網音】

力量型選手。被稱為「破壞王」。
得意技為「杜克全壘打」，用回擊的球擊中對手把對手打飛的招式。
有法國和日本的血統的混血兒。
- 越前龍牙（NO.4)

參照其餘相關人物「越前龍牙」。
- 加治風多（No.05）
- 日本配音員：待確認
- 台灣配音員：方榮鋒（群英社版）

原本是由鬼十次郎擔任，現在只不過是回到自己的位子而已。
- 大曲龍次（No.06）
- 日本配音員：相原嵩明（日语：相原嵩明）
- 台灣配音員：孫誠（群英社版）
- 舞台劇演員：畠山遼（日语：畠山遼）【新網音】

擅長使用兩個球拍，自豪於一軍裡持久力No.1。
- 君島育斗（No.07）
- 日本配音員：細貝圭（日语：細貝圭）
- 台灣配音員：蘇振威（群英社版）／黃天佑（曼迪版）
- 舞台劇演員：樫澤優太（日语：樫澤優太）、星乃勇太（日语：星乃勇太）【新網音】

知名的運動產品模特兒，被稱為「球場上的交易師」。
- 遠野篤京（No.08）
- 日本配音員：片山裕介（日语：片山裕介）
- 台灣配音員：許雲雲（群英社版）／吳文民（曼迪版）
- 舞台劇演員：輝馬（日语：輝馬）【新網音】

被稱為「球場上的劊子手」，對日本代表隊徽章有著超乎常人的執著，左膝上有致命舊傷的弱點。在比賽結束後落下一軍的徽章,不確定是要交給初中生或是因自尊問題而落下。
- 越知月光（No.09）
- 日本配音員：川上貴史（日语：川上貴史）
- 台灣配音員：蔣鐵城（群英社版）／何志威（曼迪版）
- 舞台劇演員：楚南慧（日语：楚南慧）【新網音】

曾是冰帝的部長，也是讓冰帝之名傳出的人。沉默寡言，青藍色瀏海總是遮蓋著雙眼，具有冷靜的判斷力。號稱「精神暗殺者」。
- 毛利壽三郎（No.10）
- 日本配音員：野島健児
- 台灣配音員：賀宇傑[14]→方榮鋒[3]（群英社版）／林谷珍（曼迪版）
- 舞台劇演員：丸山龍星（日语：丸山龍星）【新網音】

原為立海網球社社員，出席率低到與芥川慈郎及千歲千里不相上下，因此實力成謎，但曾不費吹灰之力就打敗四天寶寺的忍足謙也。
- 不破鐵人（No.11）
- 日本配音員：八代拓
- 台灣配音員：方榮鋒（群英社版）

雙瞳為鏡，能將對手的絕招反射回去，曾用此封鎖幸村精市的五感，但仍被幸村打敗。
- 伊達男兒（No.12）
- 日本配音員：菅野勇城（日语：菅野勇城）
- 台灣配音員：王俊博（群英社版）

後被河村隆與樺地崇弘打敗(應說是自願退出一軍)。
- 伴力也（No.13）
- 日本配音員：待確認
- 台灣配音員：待確認（群英社版）

後被河村隆與樺地崇弘打敗(應說是自願退出一軍)。
- 袴田伊藏（No.14）
- 日本配音員：金城大和
- 台灣配音員：孫誠（群英社版）

後被遠山金太郎打敗。
- 陸奧悠馬（No.15）
- 日本配音員：池村匡紀（日语：池村匡紀）
- 台灣配音員：孫誠（群英社版）

陸奧悠步的雙胞胎哥哥，能與其弟修"同步"，後被大石秀一郎與仁王雅治打敗。
- 陸奧悠步（No.16）
- 日本配音員：池村匡紀（日语：池村匡紀）
- 台灣配音員：蘇振威（群英社版）

陸奧悠馬的雙胞胎弟弟，能與其兄修"同步"，後被大石秀一郎與仁王雅治打敗。
- 三津谷亞久登（No.17）
- 日本配音員：高坂篤志（日语：高坂篤志）、櫻井春名（日语：櫻井春名）〈幼年〉
- 台灣配音員：莊汶錡、蕭秀玲〈幼年〉（群英社版）

教導柳蓮二使用數據網球的高中生，後被乾貞治打敗。
- 平善之（No.18）
- 日本配音員：平井善之（日语：平井善之）
- 台灣配音員：賀宇傑[14]→方榮鋒[3]（群英社版）

四天寶寺中學前兩任隊長，擅長搞笑，被稱為「搞笑的狙擊手」，後被忍足謙也與桃城武打敗。
- 原哲也（No.19）
- 日本配音員：柳原哲也（日语：柳原哲也）
- 台灣配音員：于正昇[14]→莊汶錡[3]（群英社版）

四天寶寺中學前任隊長，擅長搞笑，被稱為「吐槽自動販賣機」，後被忍足謙也與桃城武打敗。
- 秋庭紅葉（No.20）
- 日本配音員：井上剛
- 台灣配音員：莊汶錡（群英社版）

後被入江奏多打敗。

### U-17日本代表候補（二軍）

#### 一號網球場
- 德川一矢 (高二)
- 日本配音員：小野大輔
- 台灣配音員：于正昇[22]→蘇振威[3]（群英社版）／林谷珍（曼迪版）
- 舞台劇演員：小野健斗【新網音】

「德川一矢」為港澳台的《新網球王子》單行本官方譯名。大陸網上亦譯「德川和也」（非官方）。被切原赤也形容有如幸村精市的感覺，5歲開始就在著名的網球俱樂部裡以成為職業網球選手努力練習，卻在日本合宿裡被平等院鳳凰打敗粉碎了自尊心。過去曾經待過落敗組球場裡接受三船入道的指導。

#### 二號網球場
- 右端韋太郎 (高三)
- 日本配音員：山本匠馬
- 台灣配音員：魏伯勤（群英社版）

#### 三號網球場
- 入江奏多 (高三)
- 日本配音員：相葉弘樹
- 台灣配音員：賀宇傑[22]→蔣鐵城[3]（群英社版）／歐祖豪（曼迪版）
- 舞台劇演員：泰江和明（日语：泰江和明）、相葉裕樹【新網音】

擅長演戲，在團體排位賽時與擔任單打1的跡部景吾打成平手(但是否已發揮真本事還有待商榷)，後打敗一軍中排名第二十的秋庭紅葉。
- 大和祐大 (高二)
- 日本配音員：池田政典
- 台灣配音員：魏伯勤[63]→符爽[56]→于正昇[22]（群英社版）
- 舞台劇演員：松島勇之介（日语：松島勇之介）【新網音】

青春學園前任社長，後在團體排位賽時被擔任單打2的手塚國光打敗。
拿手絕技：幻有夢現
- 中河內外道 (高三)
- 日本配音員：どうじょう拓人（日语：どうじょう拓人）
- 台灣配音員：賀宇傑[22]→魏伯勤[14]（群英社版）
- 舞台劇演員：チャンヘ（日语：チャンヘ）【新網音】

在團體排位賽時打敗擔任單打3的利利亞丹德·藏兔座。因發球時永遠打在對場角落，故有個外號叫"發球機器"。
- 松平親彥 (高三)
- 日本配音員：前田剛
- 台灣配音員：賀宇傑[22]→于正昇[14]（群英社版）
- 舞台劇演員：田内季宇（日语：田内季宇）【新網音】

在團體排位賽時被擔任雙打2的白石藏之介與切原赤也打敗。
- 都忍 (高三)
- 日本配音員：ロア健治（日语：ロア健治）
- 台灣配音員：符爽（群英社版）
- 舞台劇演員：鈴木凌平（日语：鈴木凌平）、宮垣祐也（日语：宮垣祐也）【新網音】

在團體排位賽時被擔任雙打2的白石藏之介與切原赤也打敗。
- 鈴木惷 (高三)
- 日本配音員：荒木健太朗（日语：荒木健太朗）
- 台灣配音員：賀宇傑（群英社版）
- 舞台劇演員：高橋駿一（日语：高橋駿一）【新網音】

原為獅子樂中學網球社社員，在團體排位賽時打敗擔任雙打1的橘桔平與千歲千里。能與鷲尾一茶修"同步"。
- 鷲尾一茶 (高三)
- 日本配音員：秋吉徹（日语：秋吉徹）
- 台灣配音員：魏伯勤[22]→孫誠[3]（群英社版）
- 舞台劇演員：釣本南（日语：釣本南）、YUKI【新網音】

原為獅子樂中學網球社社員，在團體排位賽時打敗擔任雙打1的橘桔平與千歲千里。能與鈴木惷修"同步"。
- 武井利夫 (高三)
- 日本配音員：待確認
- 台灣配音員：賀宇傑（群英社版）

在團體排位賽時被擔任後補的鬼十次郎打敗 。

#### 五號網球場
- 鬼十次郎
- 日本配音員：遠藤大智（日语：遠藤大智）
- 台灣配音員：符爽[22]→王俊博[3]（群英社版）／黃天佑（曼迪版）
- 舞台劇演員：岡本悠紀（日语：岡本悠紀）【新網音】

實力強大，但為了培育選手只停留在五號球場，被稱為「地獄的守門員」，在一軍與國中組打的前一晚上，打敗一軍中排名第五的加治風多。

#### 六號網球場
- 圓城寺和輝
- 日本配音員：俊藤光利（日语：俊藤光利）
- 台灣配音員：賀宇傑（群英社版）

得意技為「愛國者發彈射擊」，與鳳的初戰用強大的力道壓制住取勝，但後來的再戰敗給了鳳。

#### 十二號網球場
- 平理敦平
- 日本配音員：山岸門人（日语：山岸門人）
- 台灣配音員：魏伯勤（群英社版）

曾得到鳳長太郎的協助之高中生
- 天神耕介
- 日本配音員：加藤良輔（日语：加藤良輔）
- 台灣配音員：符爽（群英社版）

曾得到鳳長太郎的協助之高中生

#### 敗戰部
- 佐佐部順一
- 日本配音員：板倉光隆（日语：板倉光隆）
- 台灣配音員：于正昇[22]→王俊博[3]（群英社版）

### U-17日本合宿教練
- 總教練、敗戰部革命教練 - 三船入道
- 日本配音員：宮内敦士
- 台灣配音員：魏伯勤[22]→蔣鐵城[3]（群英社版）
- 舞台劇演員：岸祐二【新網音】
- 戰術指導教練 - 黒部由紀夫
- 日本配音員：曾世海司（日语：曾世海司）
- 台灣配音員：符爽[22]→孫誠[3]（群英社版）
- 舞台劇演員：村上幸平【新網音】
- 精神鍛鍊教練 - 齋藤至
- 日本配音員：宮本充
- 台灣配音員：賀宇傑[22]→莊汶錡[3]（群英社版）
- 舞台劇演員：和泉宗兵（日语：和泉宗兵）【新網音】
- 混合練習教練 - 柘植龍二
- 日本配音員：松田健一郎
- 台灣配音員：魏伯勤（群英社版）
- 舞台劇演員：進藤學（日语：進藤学）【新網音】